# Église Saint-Pierre de Lasson
Pour les articles homonymes, voir Église Saint-Pierre.
L'église Saint-Pierre est une église catholique située à Lasson, en France.

## Localisation
L'église est située dans le département français du Calvados, sur la commune de Lasson.

## Historique
Selon Arcisse de Caumont dans son étude Statistique monumentale du Calvados, tome 1, page 343, « l'église n'offre d'intérêt que du côté du nord, où les murs présentent des arrêtes de poisson et quelques partie romanes ; le chœur est en grande partie moderne. La tour latérale au sud, est d'une époque incertaine ».
Une épitaphe gravée dans une pierre scellée dans le mur intérieur de la tour-clocher indique que celle-ci a été bâtie par l'abbé Gilles Chapelle (début XVIe siècle). Il avait également restauré l'église ruinée. Voici ce qui est gravée sur cette pierre :
CY DEVANT GIST LE CORPS

DE M (Messire) GILLES CHAPELLE

PBRE (Prêtre) CURE DE LACON (Lasson) CON

STRUCTEUR DE CESTE TOUR RES

TAURATEUR DES RUINES DE CESTE

EGLISE PERE DES PAUVRES REFU

GE DES AFFLIGES AIDE DUNG
La foudre a sérieusement endommagé la partie supérieure la tour le 7 avril 1980. La flèche a été reconstruite depuis sa base. De cette reconstruction cette dernière a perdu en élégance : Les arêtes des différents côtés de la pyramide ne sont pas rectilignes.
En 1999-2001, après une donation pour l'église par un habitant de la commune, d'importants travaux de fouilles et de remise en état, notamment de la nef, ont été effectués. Les deux autels secondaires ont été enlevés ainsi que les lambris du chœur très dégradés par les champignons. Sous le dallage, on a exhumé de nombreuses sépultures. Des bancs modernes provenant de la chapelle du Bon-Sauveur de Caen ont remplacé les vieux bancs.
En octobre 2000, on a trouvé une statue de saint Pierre lors de fouilles extérieures près du mur sud de la nef de l'église. Saint Pierre est assis en tenue de pape avec sa tiare ornée de fleurs de lys. Peut-être cette statue du XVe siècle a été enterrée lors des guerres de religions du XVIe siècle ou lors de la Révolution française pour échapper aux révolutionnaires. Elle est en pierre calcaire polychrome, classée monument historique (décembre 2000), et exposée derrière une grille au rez-de-chaussée de la tour-clocher.
Le clocher est inscrit au titre des monuments historiques en 1927.

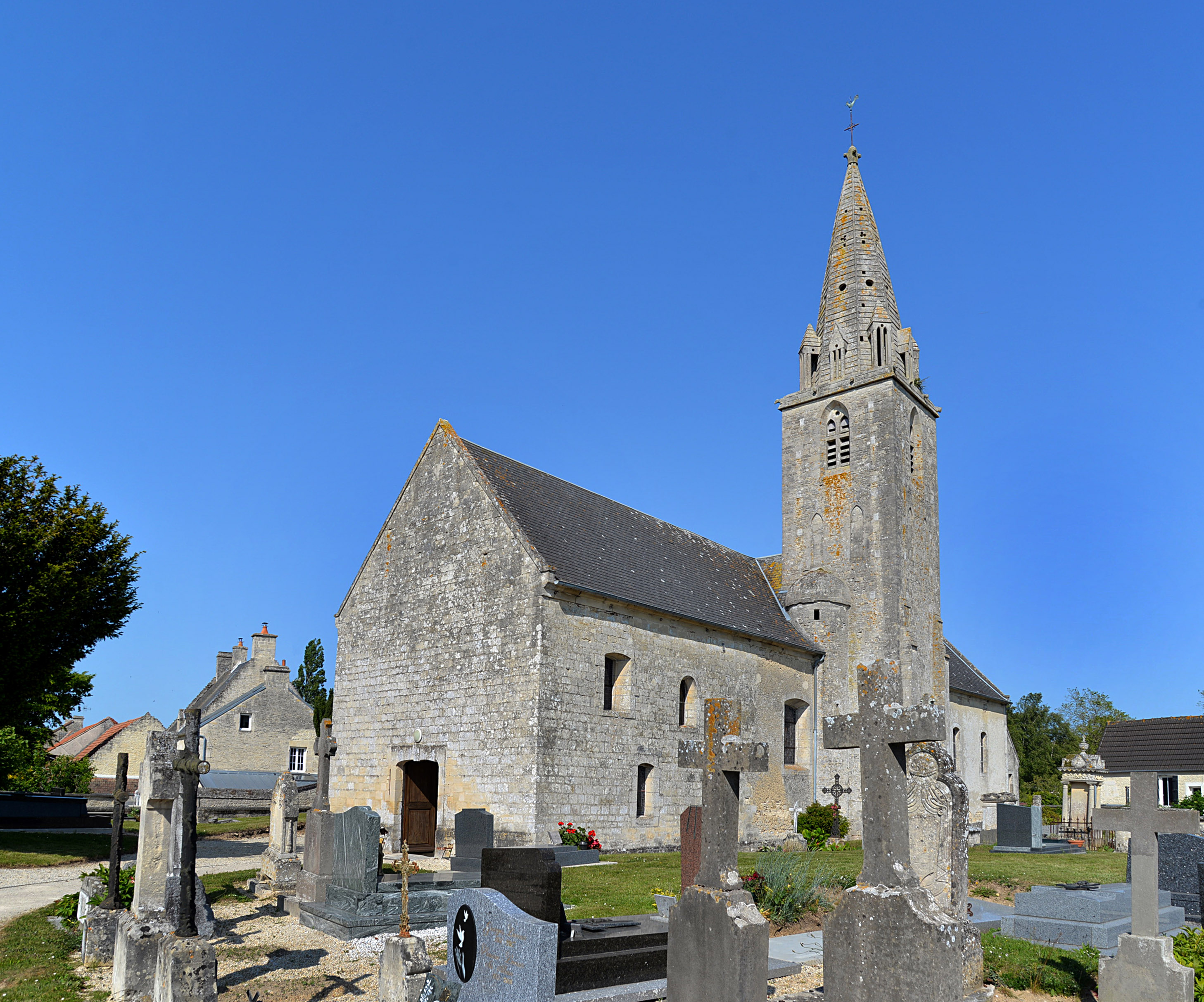
L'église Saint-Pierre. Vue sud-ouest.
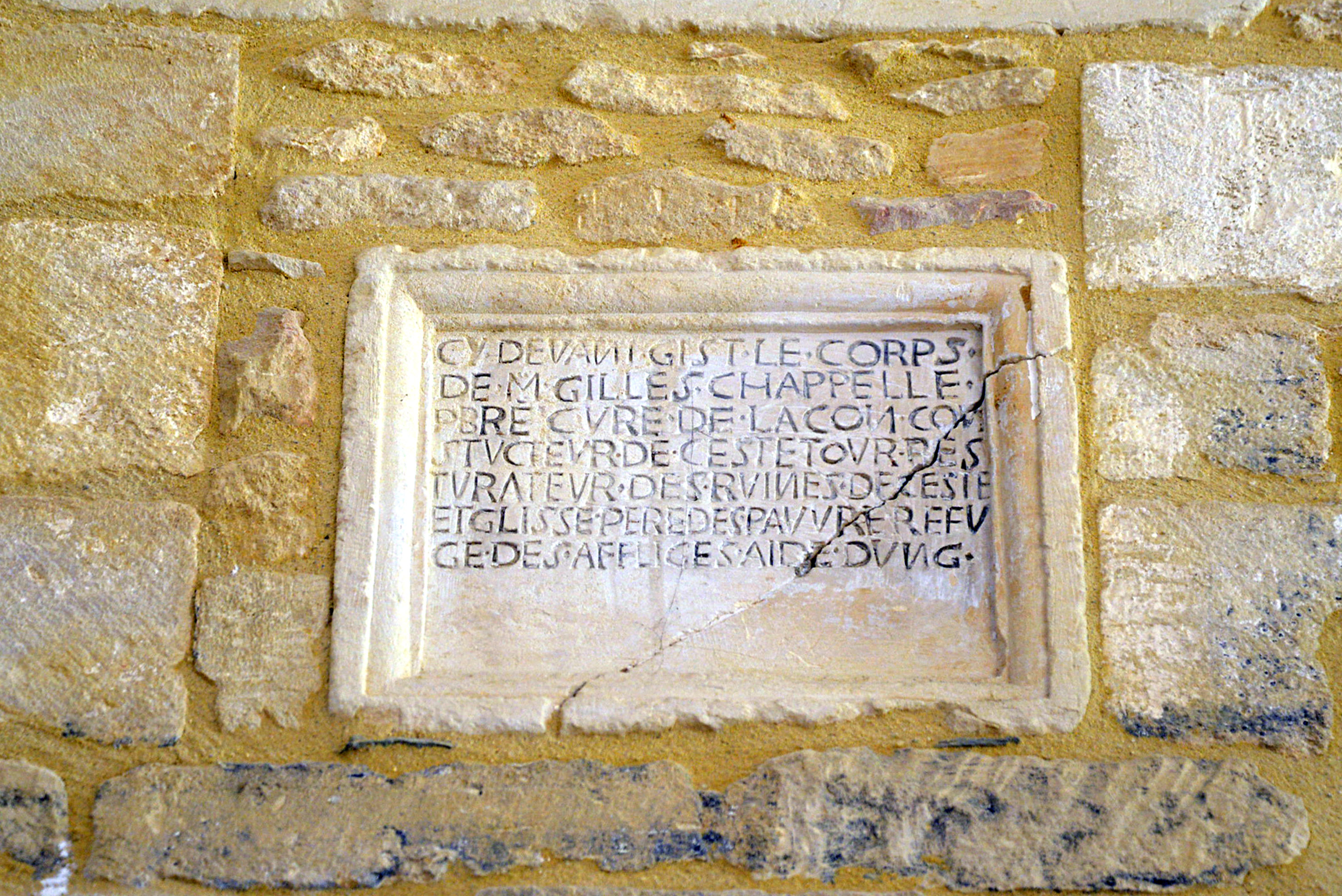
Épitaphe de l'abbé Chapelle, curé de Lasson.
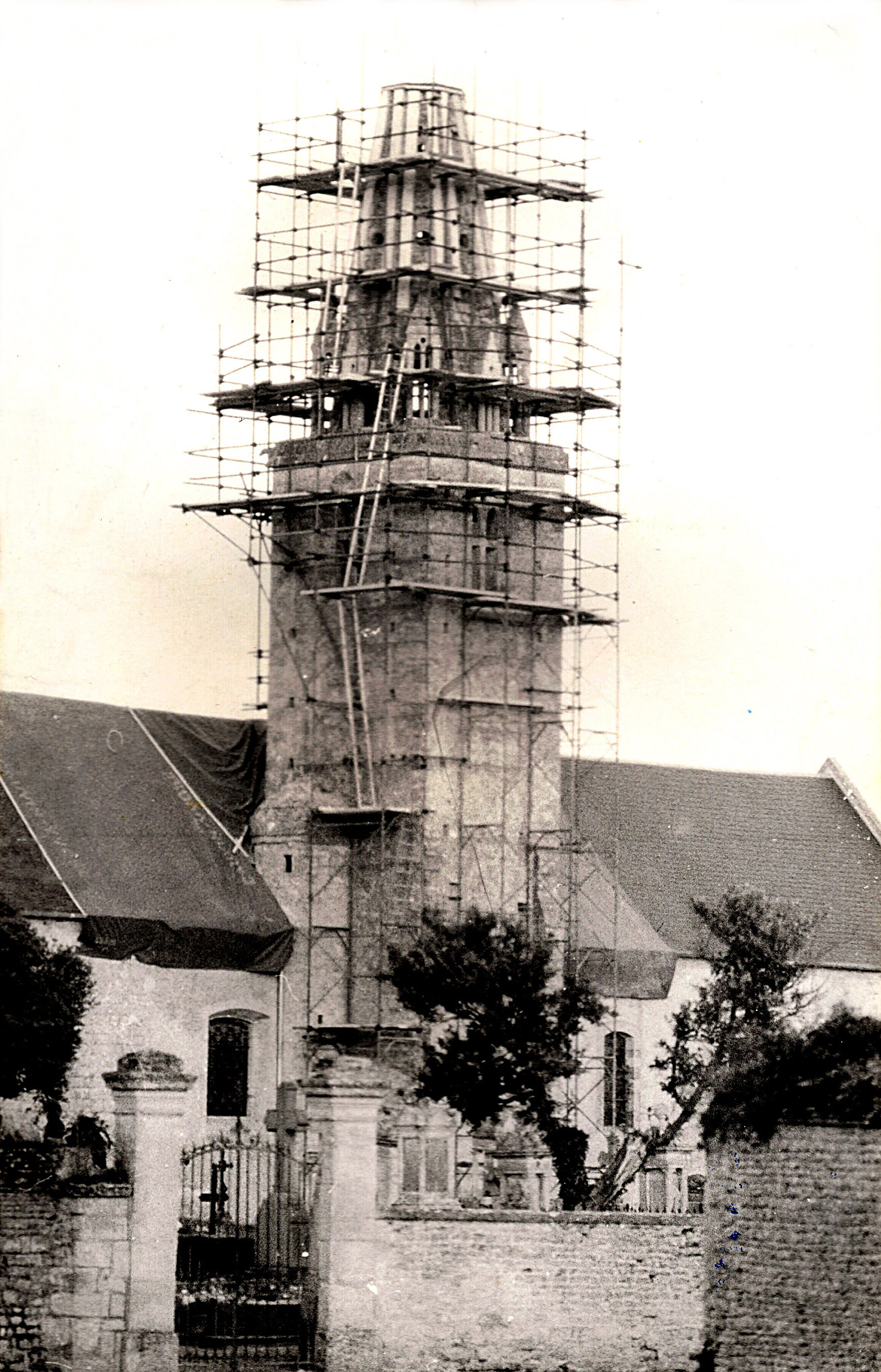
La flèche atteinte par la foudre.
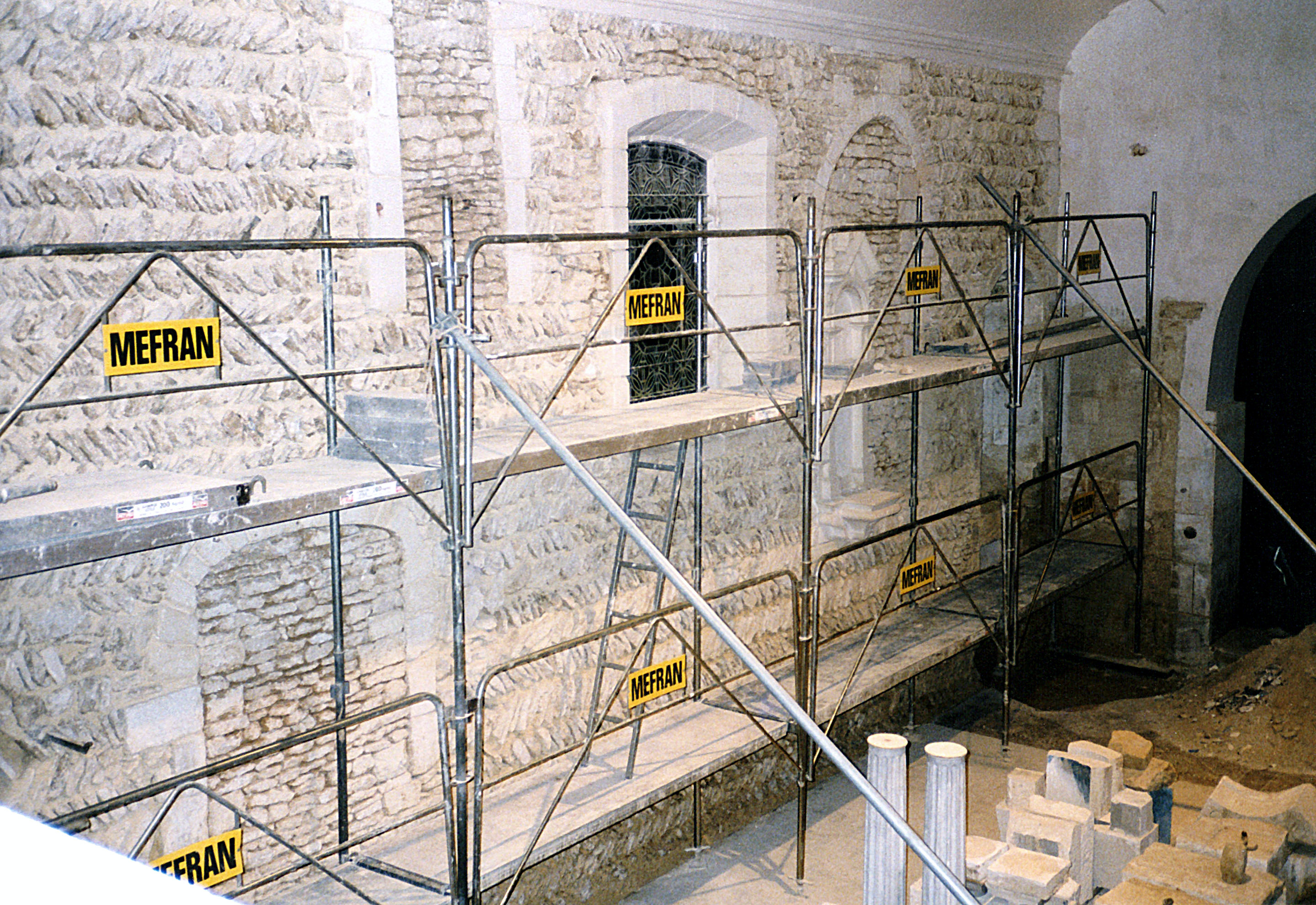
Les travaux de restauration.
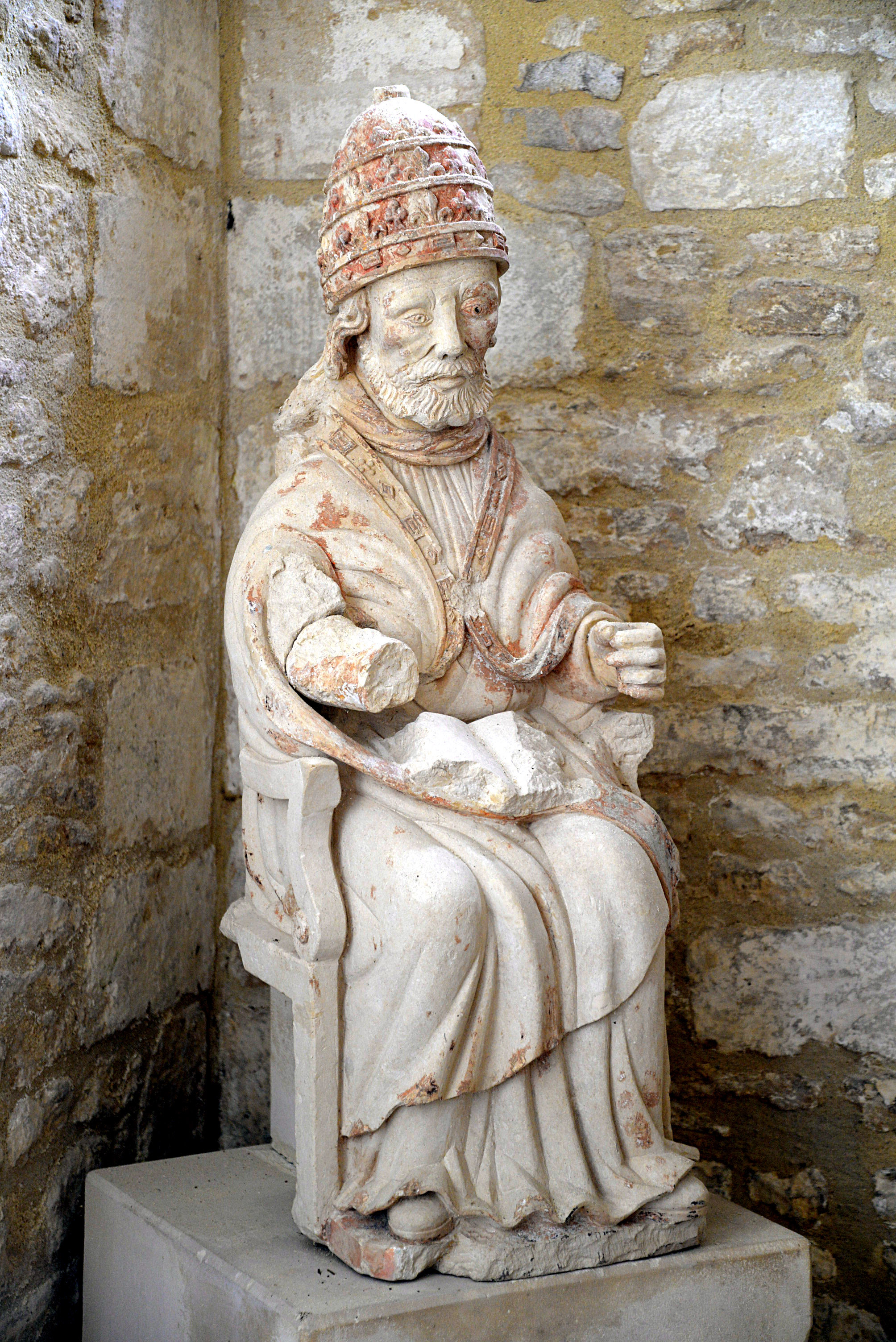
La statue de saint Pierre.

## Architecture

### L'extérieur
L'église simple de campagne est sur un plan rectangulaire sans transept. La tour clocher, construite par l'abbé Chapelle au XVIe siècle est adossée au mur gouttereau au sud de la nef à la limite du chœur.
Une sacristie est accolée au chevet oriental.
Les six fenêtres du chœur sont bien ordonnancées, celles de la nef sont disparates et de différentes époques.
Un contrefort au mur nord laisse à penser que l'église a été agrandie vers l'ouest pour installer une tribune à l'intérieur et un portail d'entrée à l'ouest. La porte d'entrée qui existait au nord a alors été obstruée.

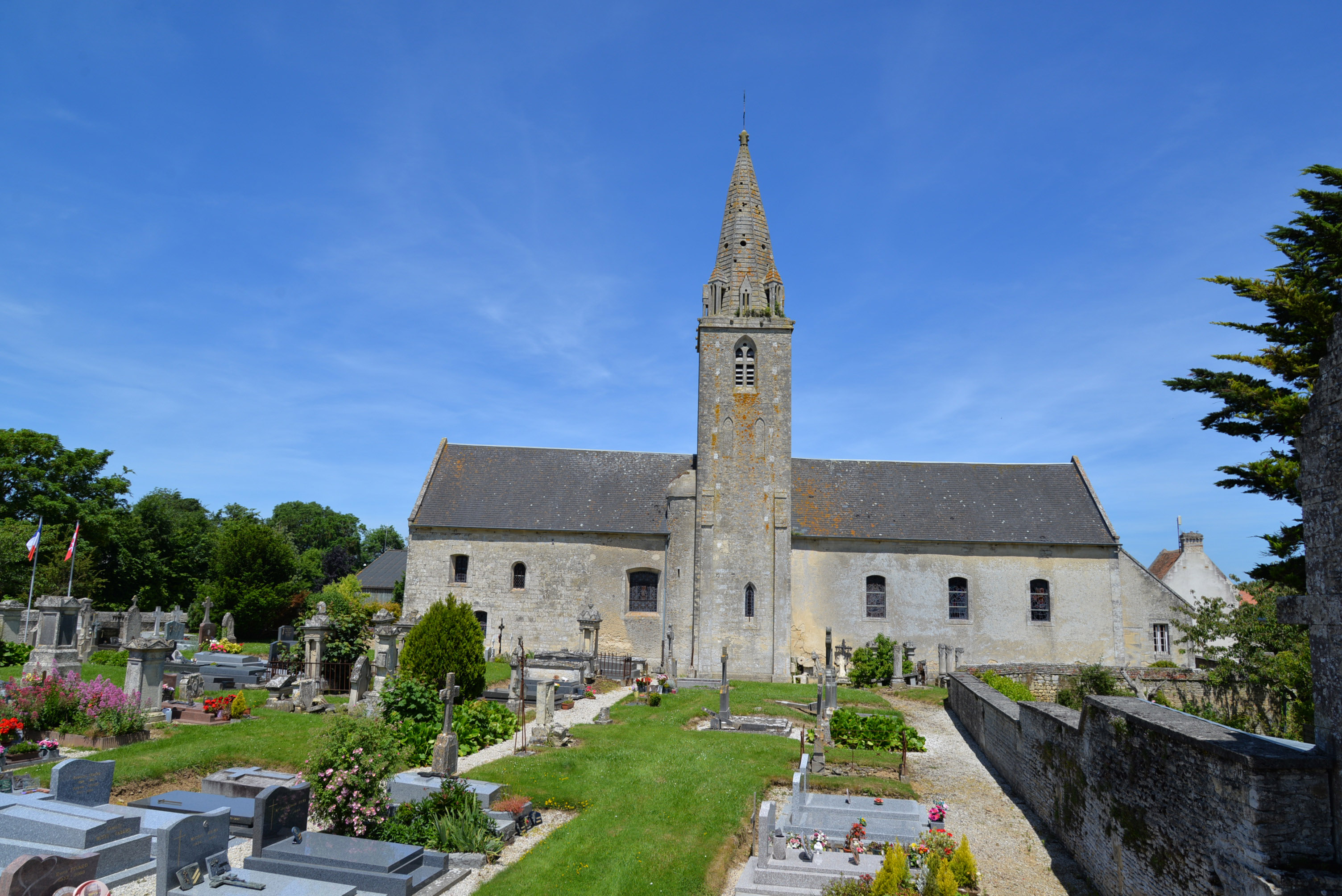
L'église Saint-Pierre. Vue sud.
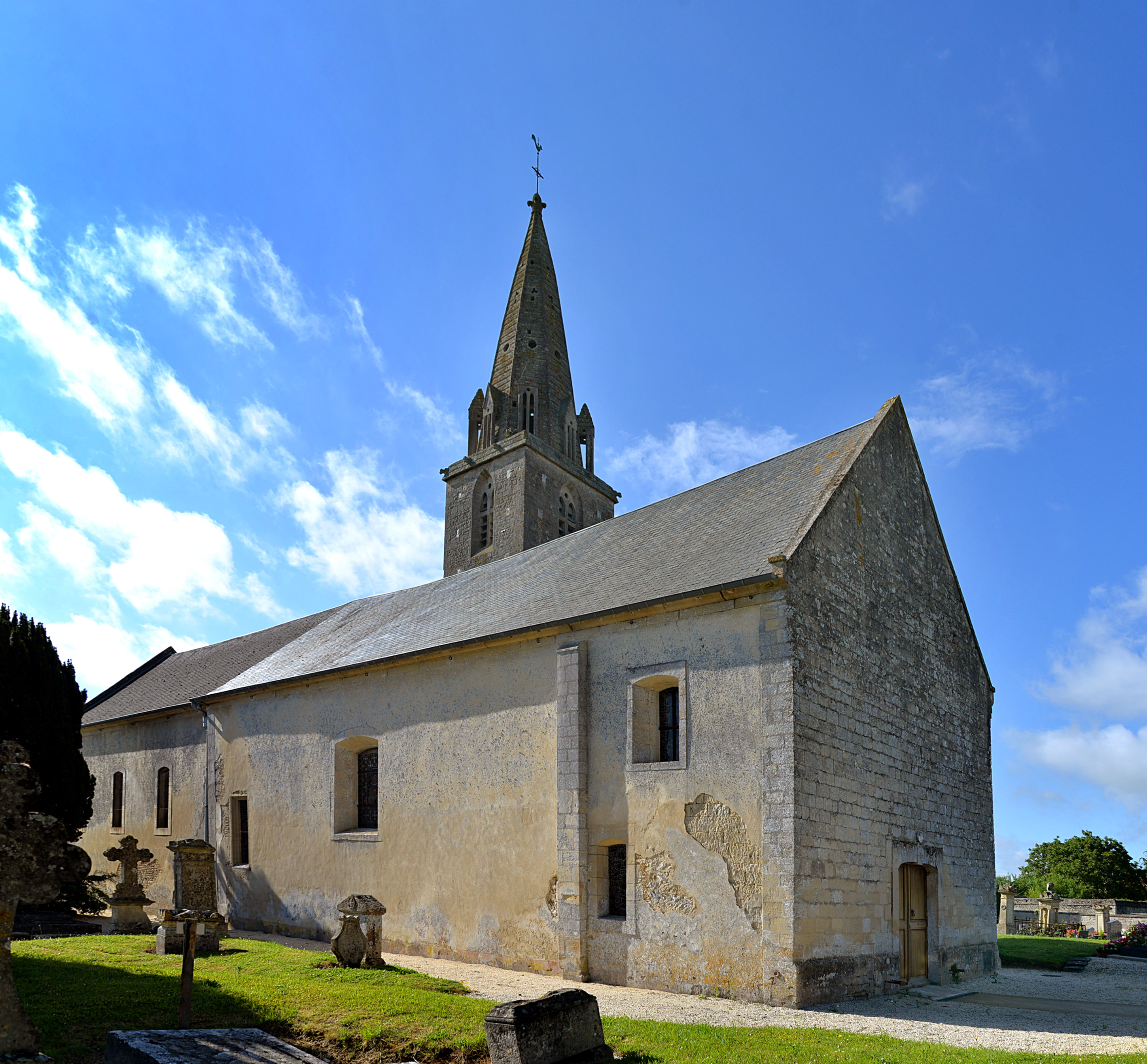
L'église Saint-Pierre. Vue nord-ouest.
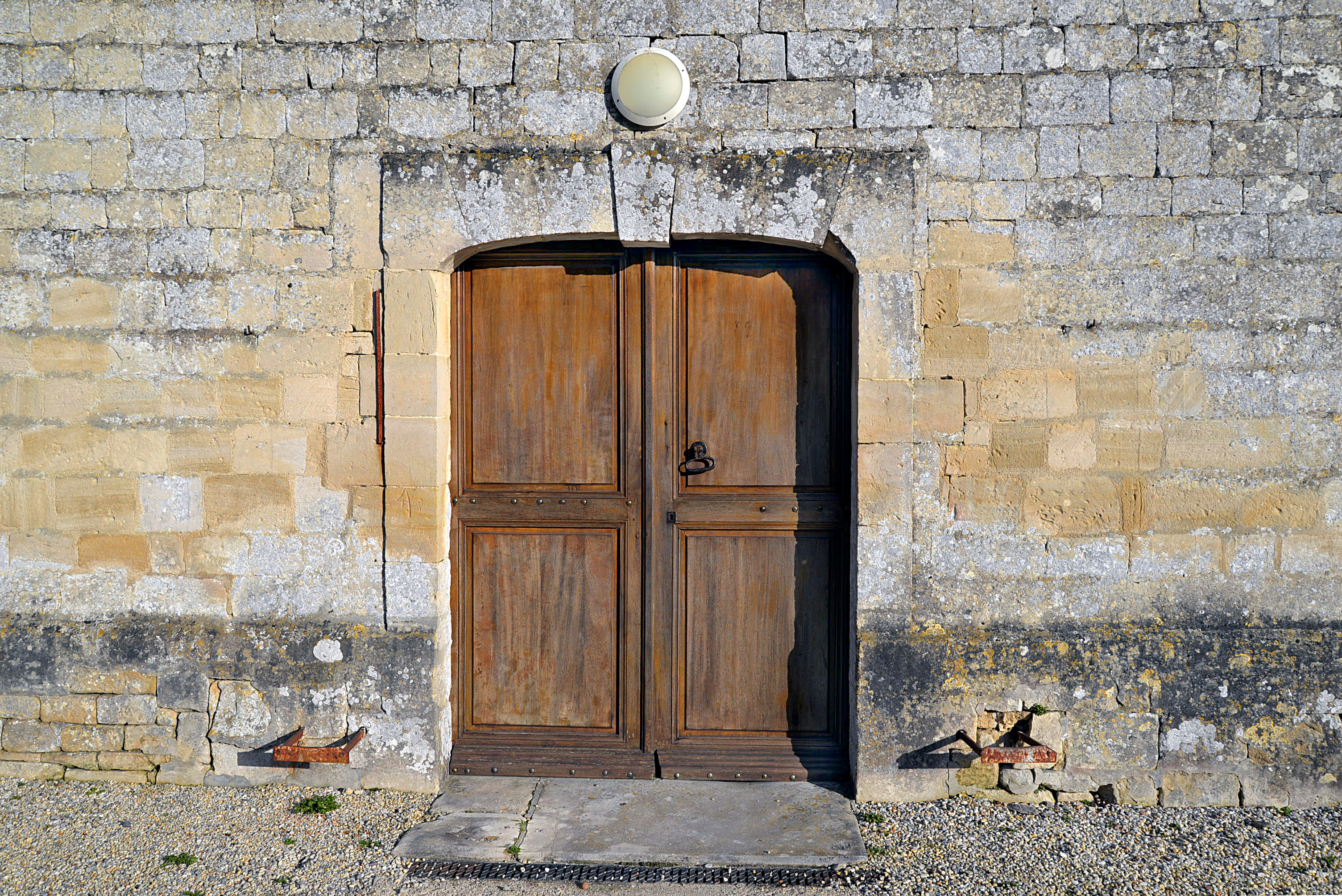
Le portail occidental de l'église.
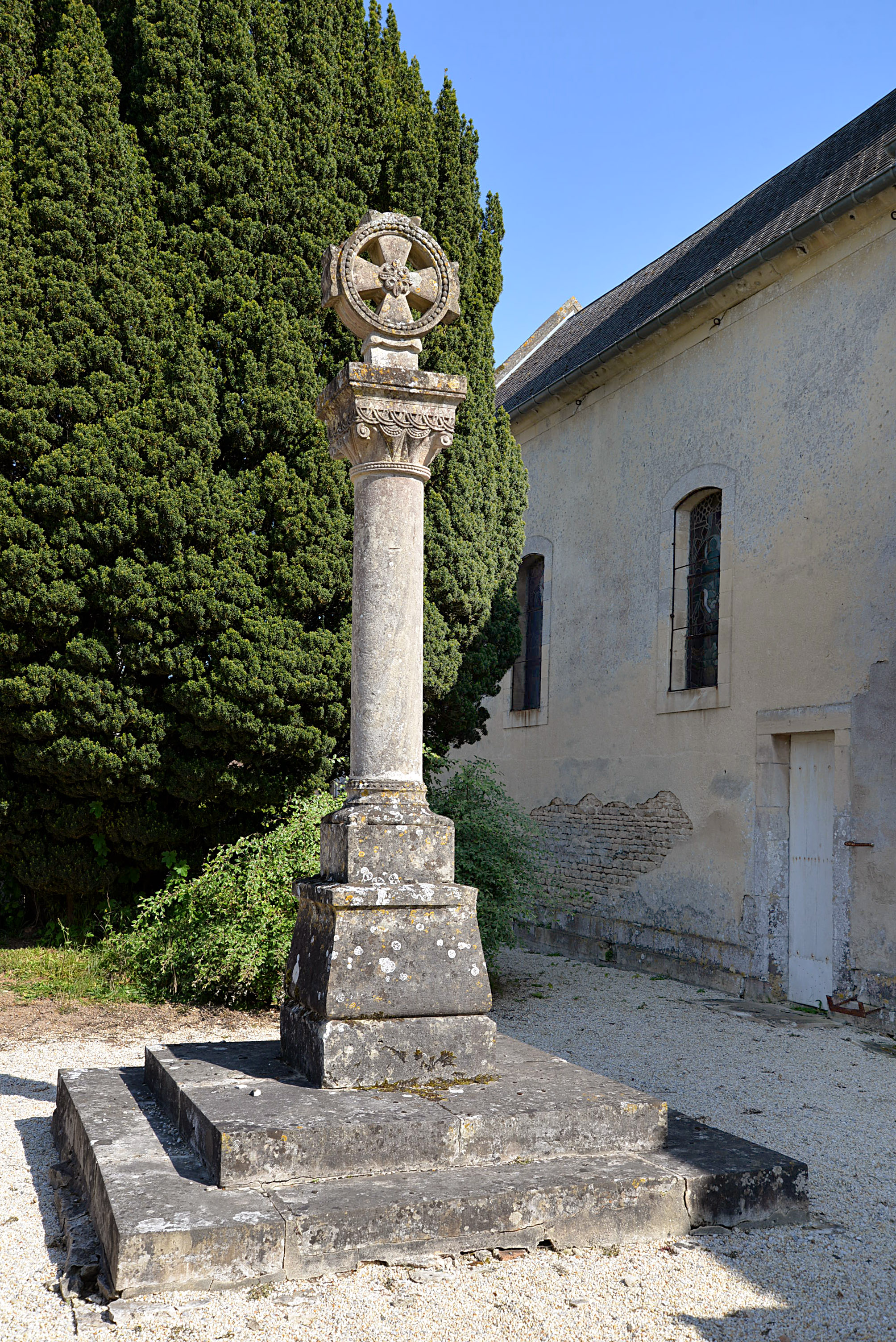
La croix hosannière dans le cimetière.

### L'intérieur
A l'occasion des fouilles et des travaux de 1999-2001, on a mis à nu les murs de la nef. On a trouvé un mur nord appareillé en arêtes de poisson (Opus spicatum) qui serait d'une construction de l'époque préromane. De nombreuses modifications d'ouvertures ont été effectuées sur ce mur au cours des siècles : modifications, agrandissements, obstructions. On a également trouvé, sur le mur sud de la nef, une litre funéraire (Large bande noire peinte au mur lors d'un décès) avec les armoiries de la famille de Croismare, seigneurs du lieu.
La chaire à prêcher XVIe siècle est en pierre à l'instar de celles des églises voisines de Secqueville-en-Bessin, Rots et Rucqueville.
Une vierge à l'enfant, XVIIe siècle, Notre-Dame des Champs implorée avant les semences, qui était initialement située à l'extérieur à côté de l'if a été installée dans la nef.

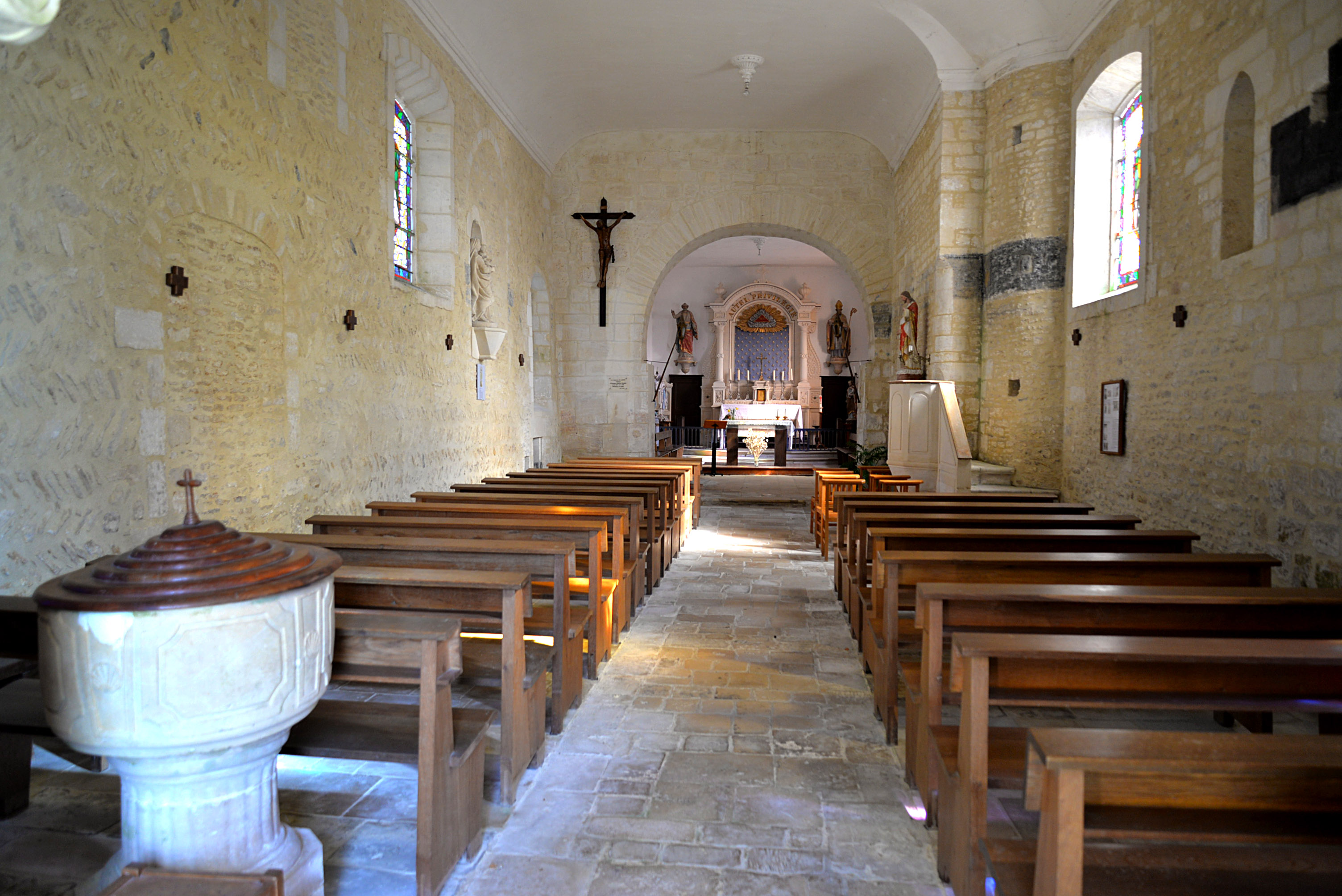
La nef de l'église.
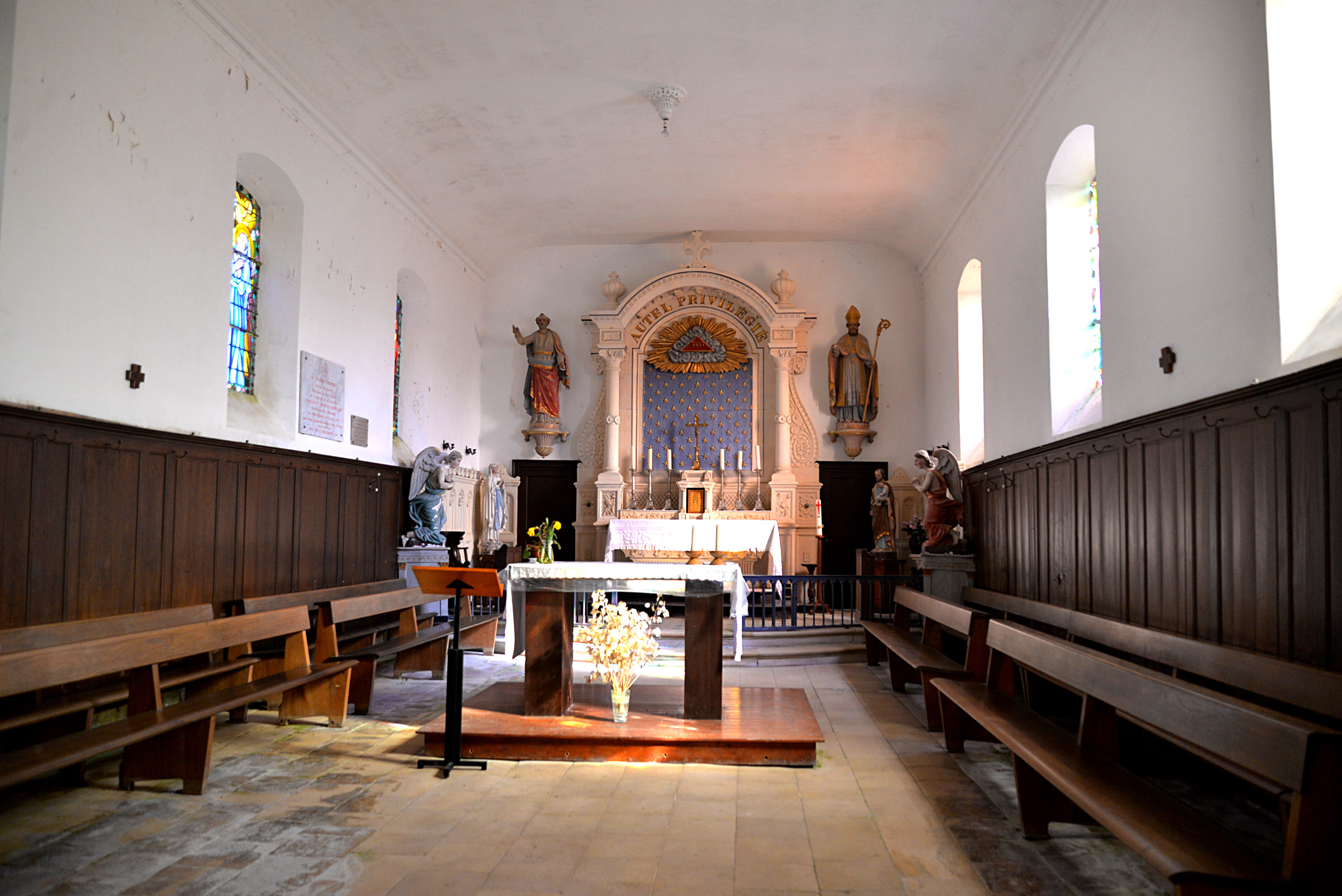
Le chœur de l'église.
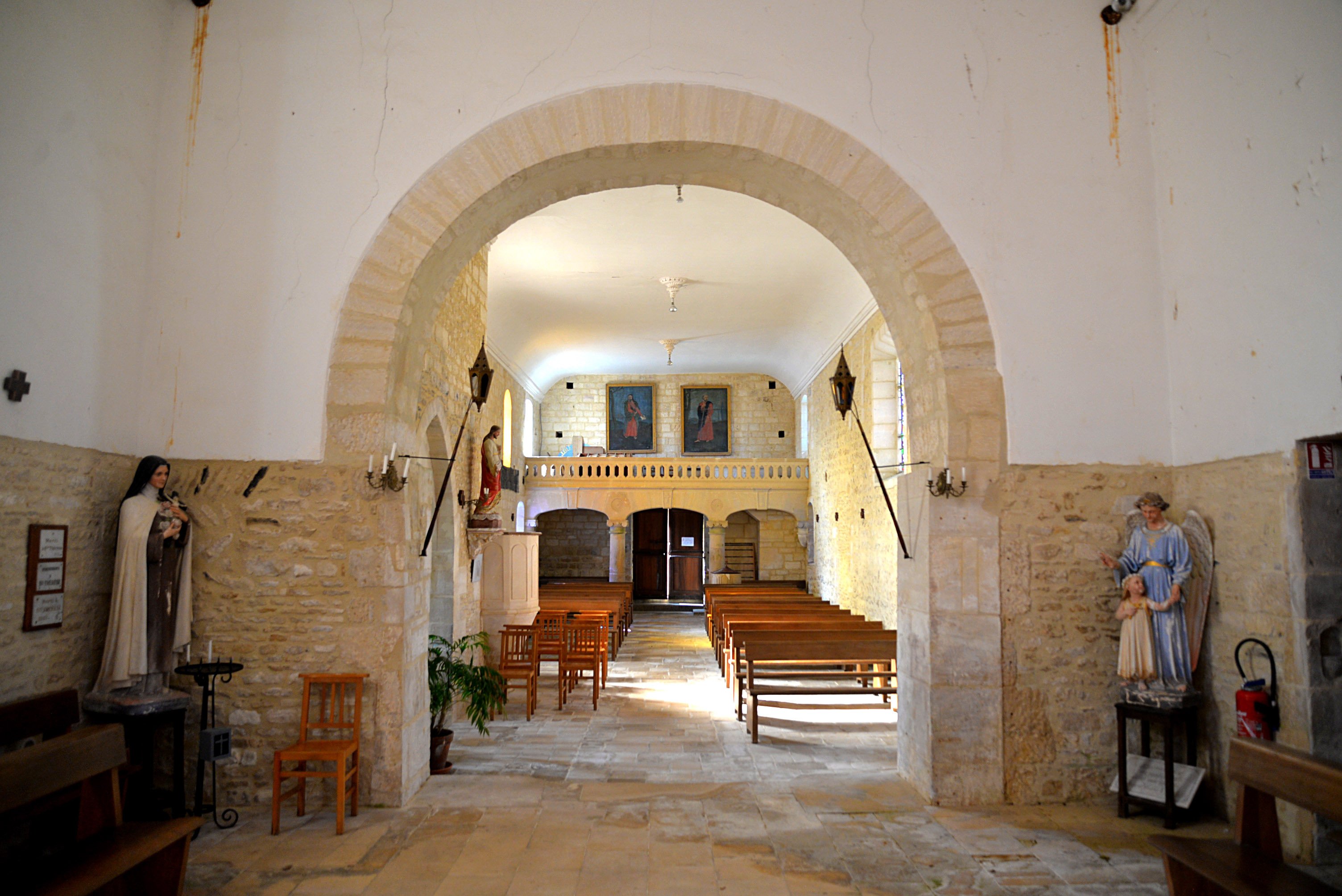
La nef depuis le chœur de l'église.
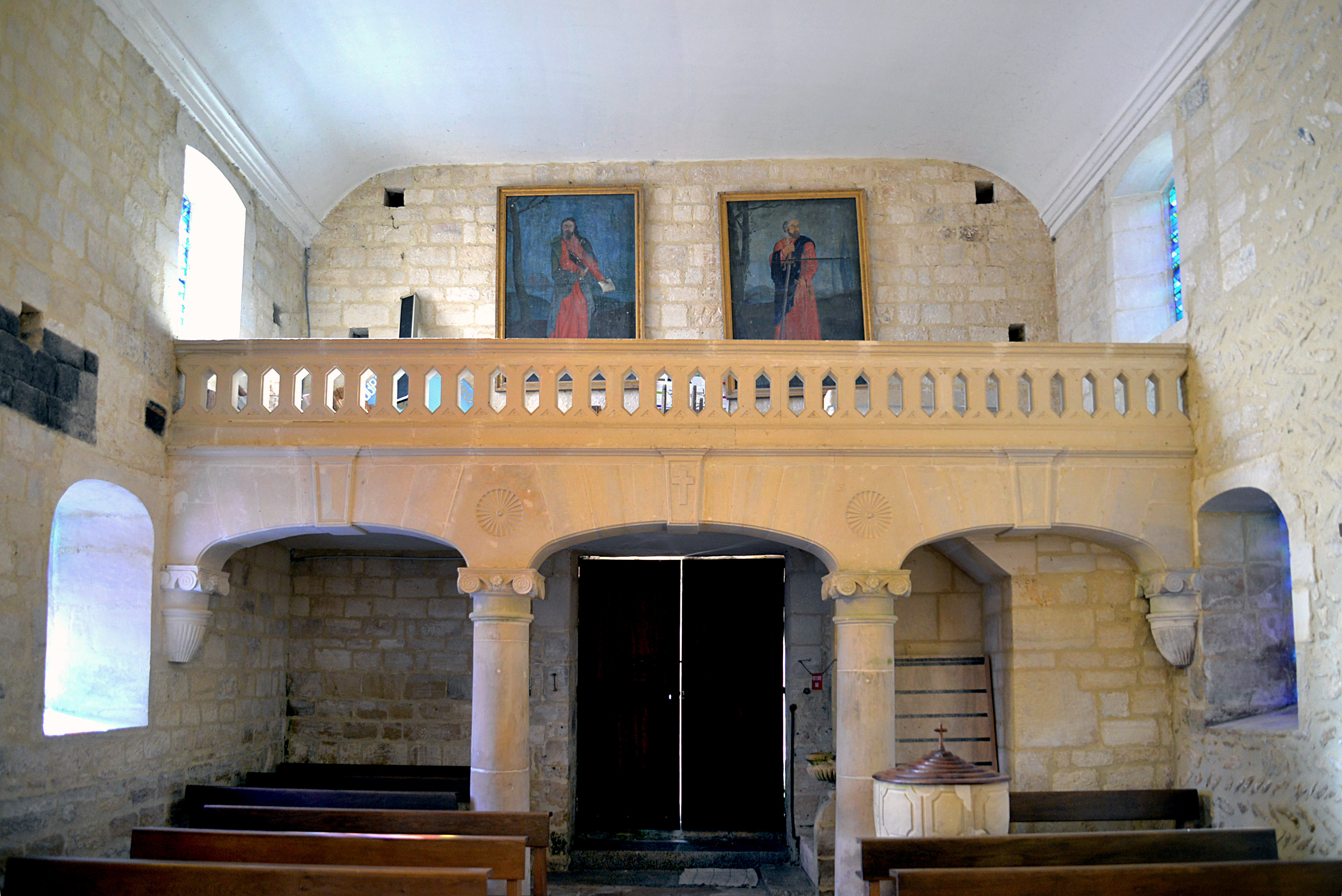
La tribune de l'église.
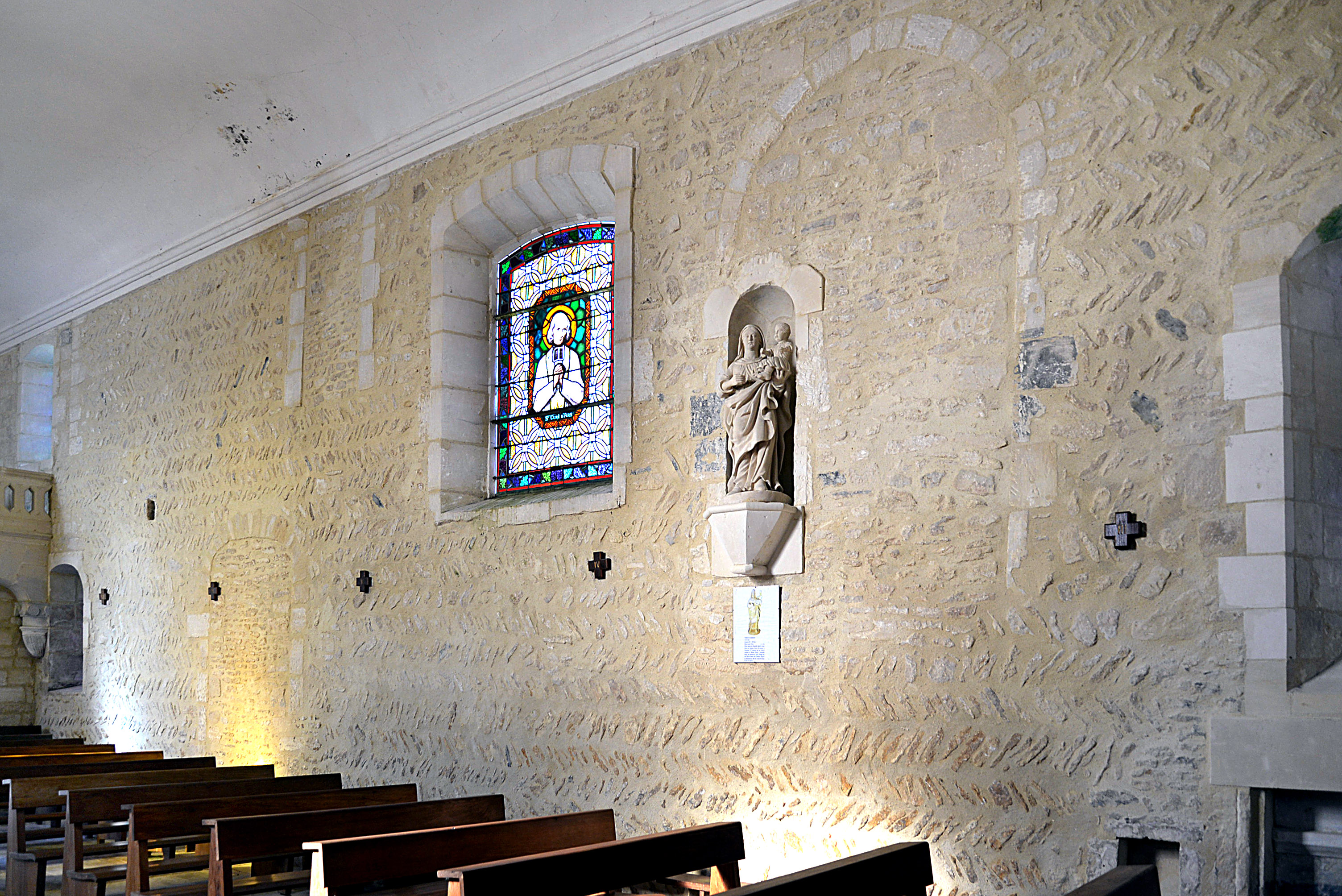
La mur nord de l'église appareillé en arêtes de poisson.
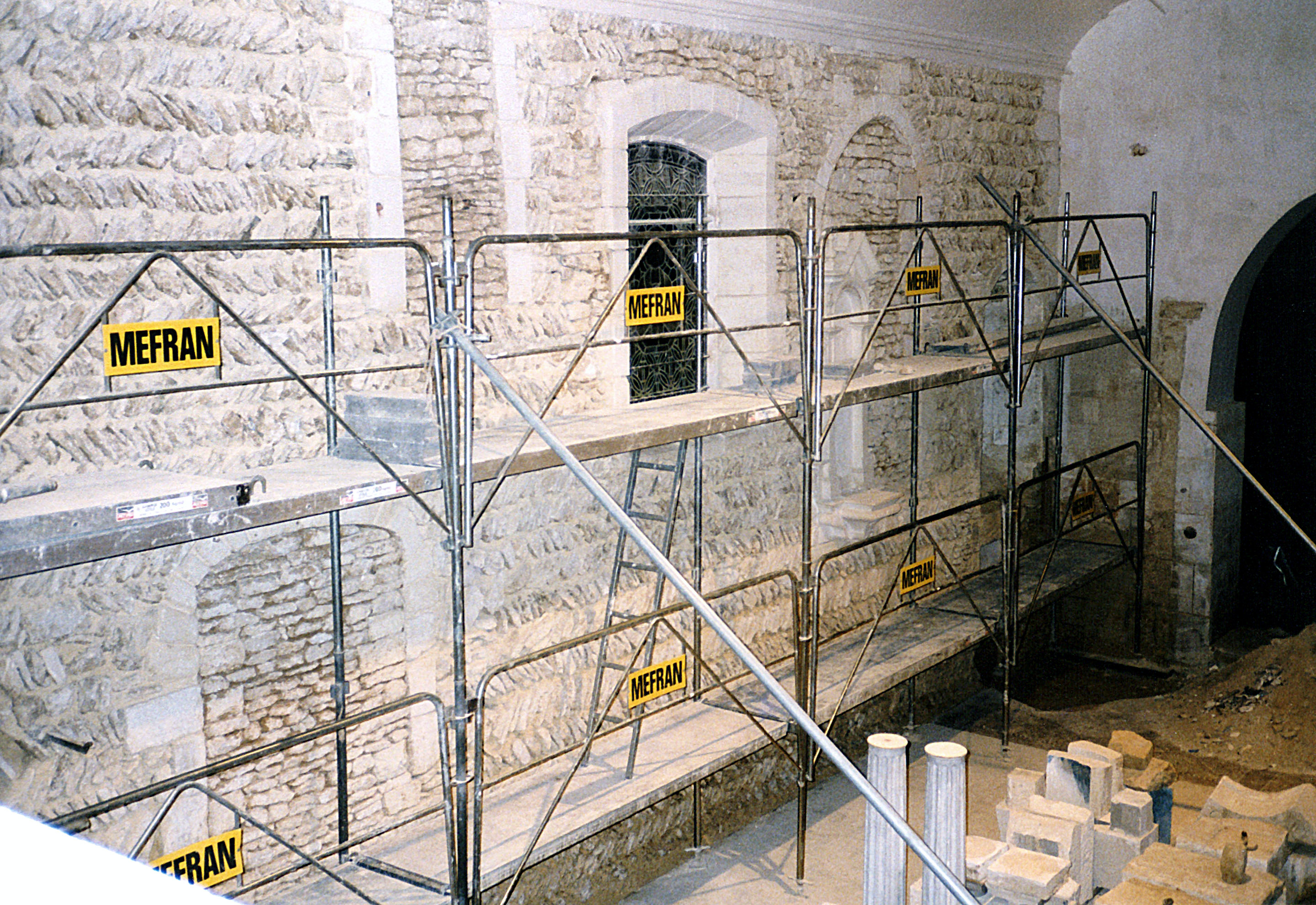
Les travaux à l'intérieur de l'église.
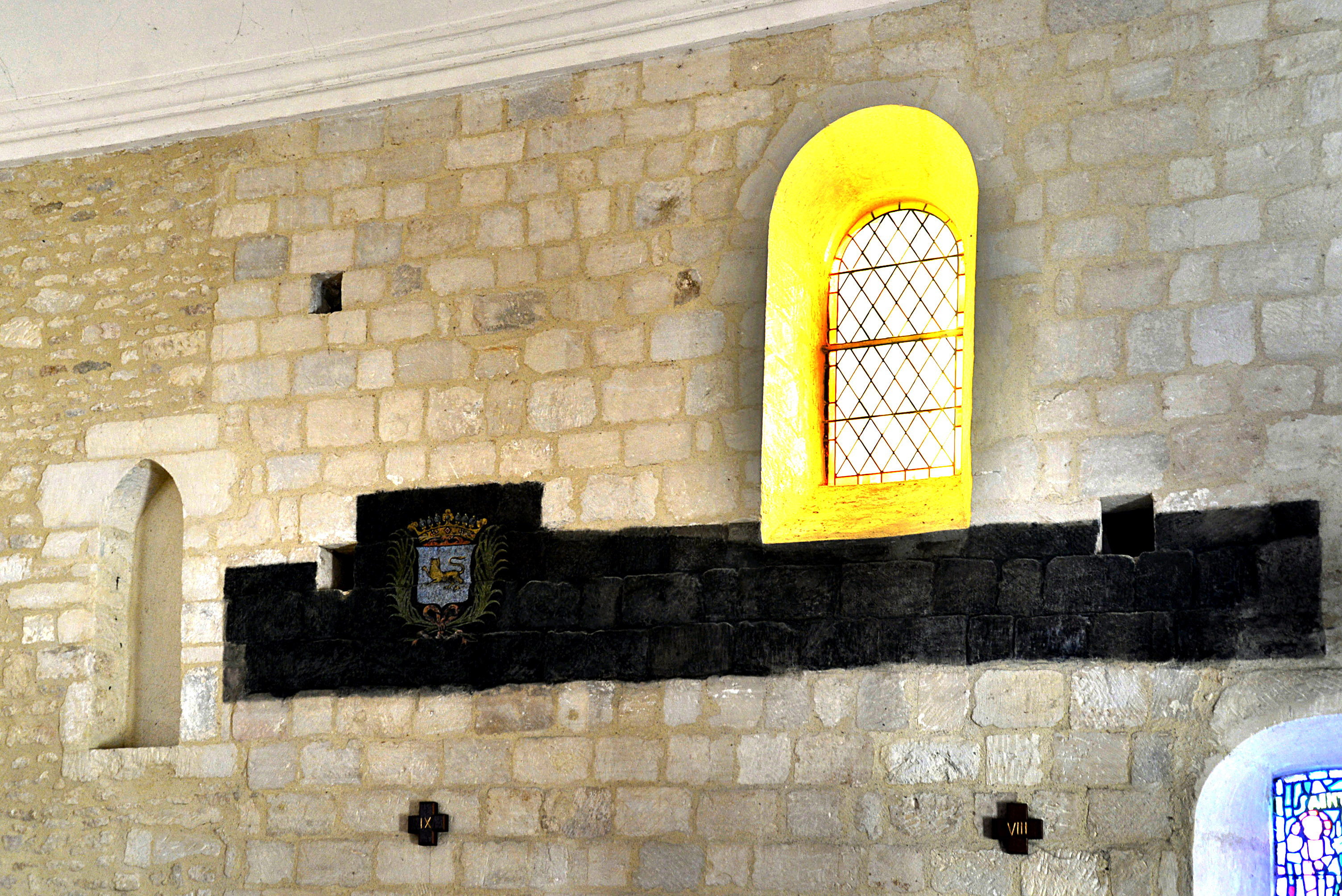
La litre funéraire sur le mur sud de l'église.
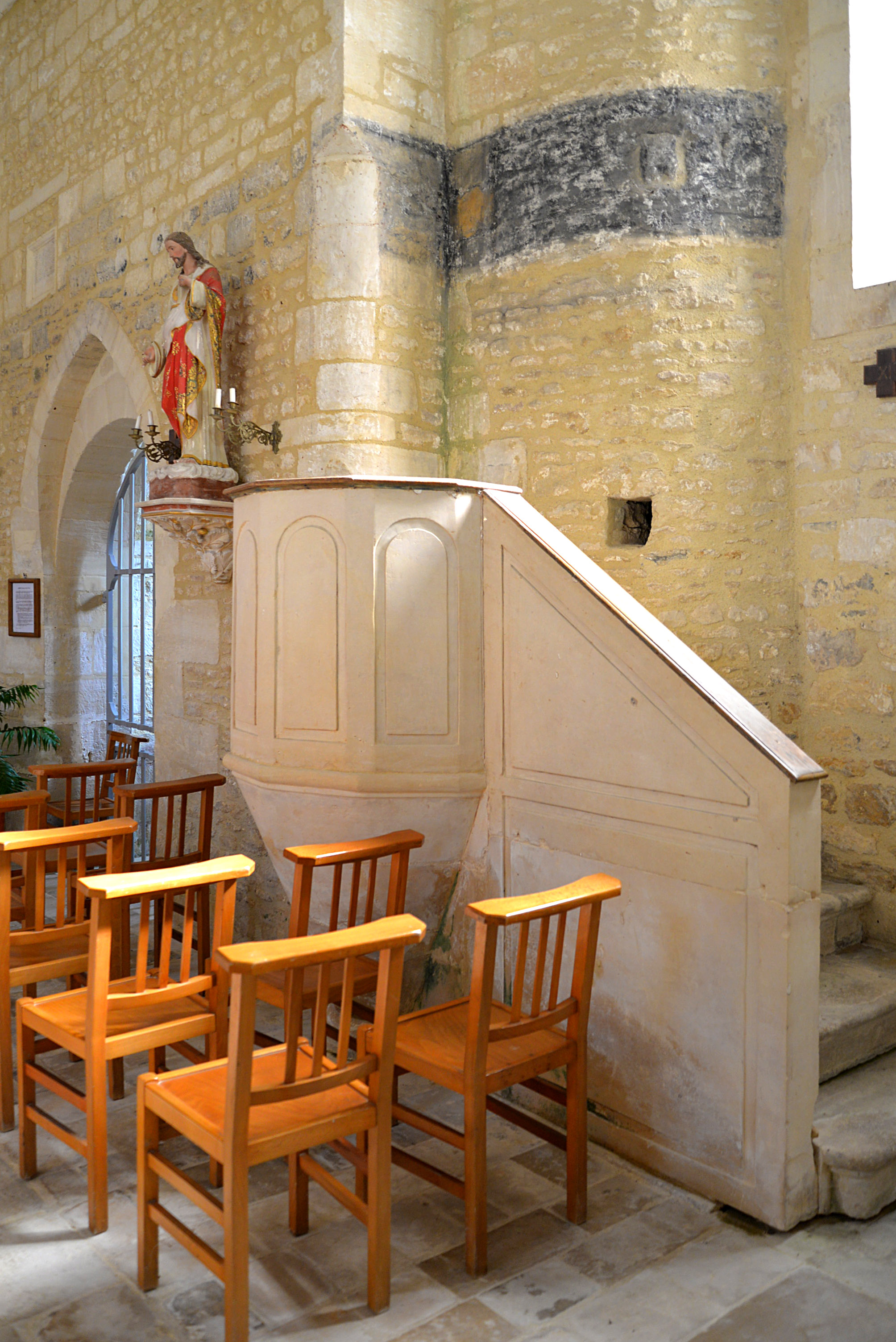
La chaire à prêcher en pierre XVIe siècle.
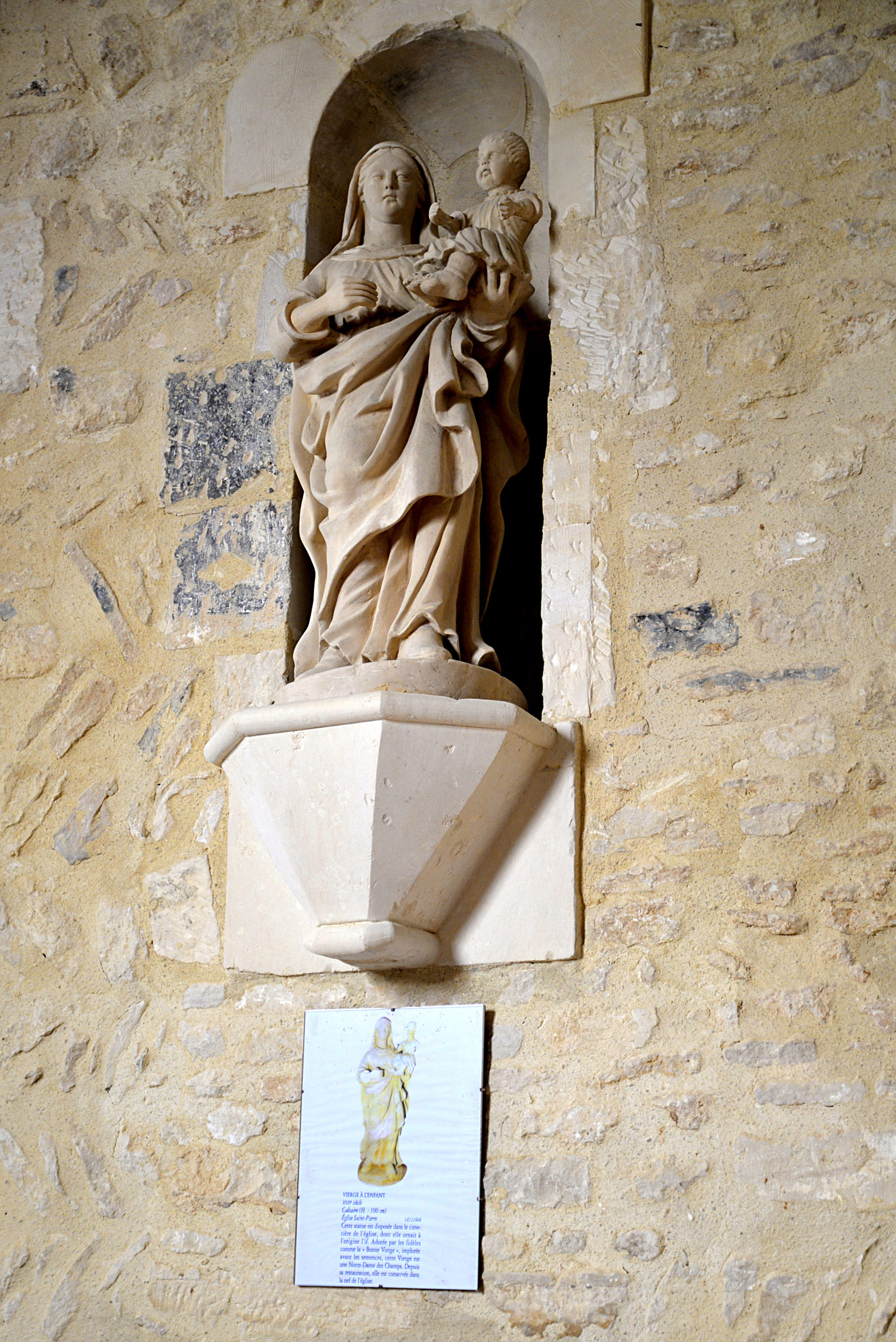
La vierge à l'enfant. XVIIe siècle.
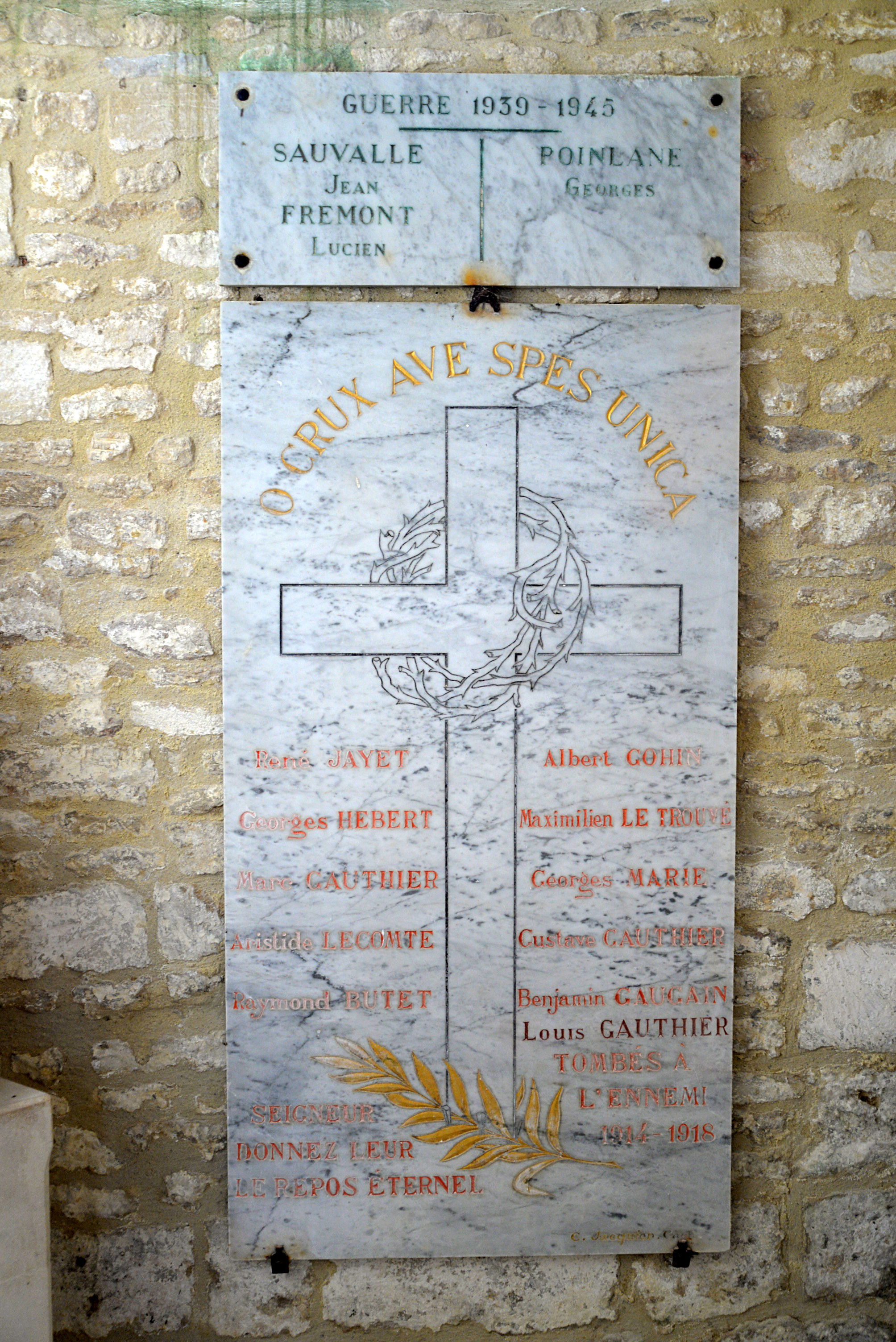
Plaque commémorative dans l'église.

### Les vitraux
Six vitraux modernes éclairent le chœur. Quatre sont de style moderne (1947). Les deux autres sont de l'entre deux guerres (L'un d'eux est marqué 1933). Parmi les vitraux de la nef, ceux des deux plus grandes baies représentent le Saint Curé d'Ars et le second Saint-Jean Eudes.
Au mur nord, face à la tour un vitrail a été créé en 2002 représentant Saint-Pierre recevant les clés des mains du Christ.
Quatre vitraux (1947) du chœur ont été restaurés lors de la rénovation de l'église ainsi que deux de la nef représentant Saint-Isidore et Saint-Antoine de Padoue (1949).

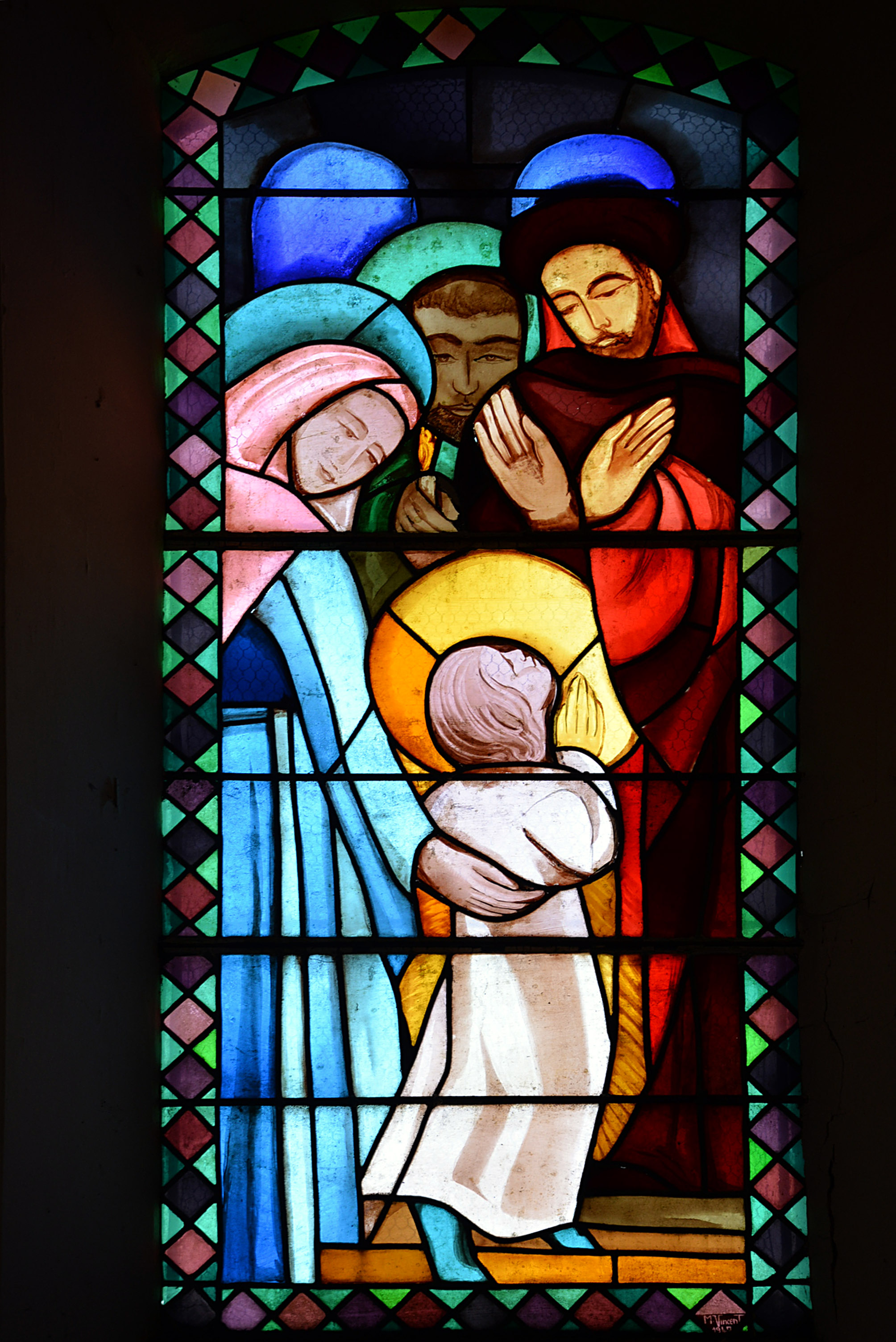
Chœur : Les retrouvailles de Jésus au temple parmi les docteurs de la loi.
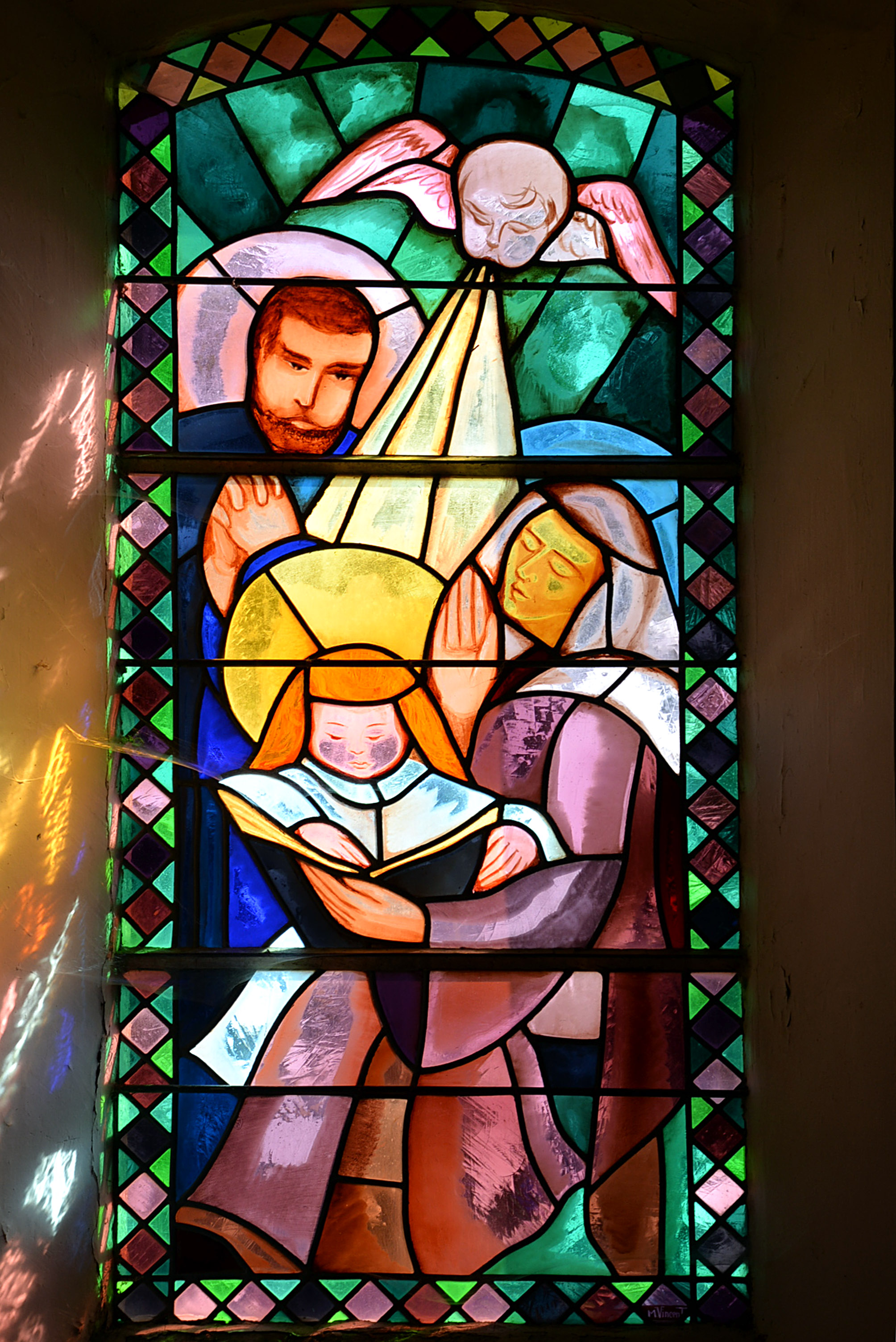
Chœur : L'éducation de la Vierge par sa mère Anne.
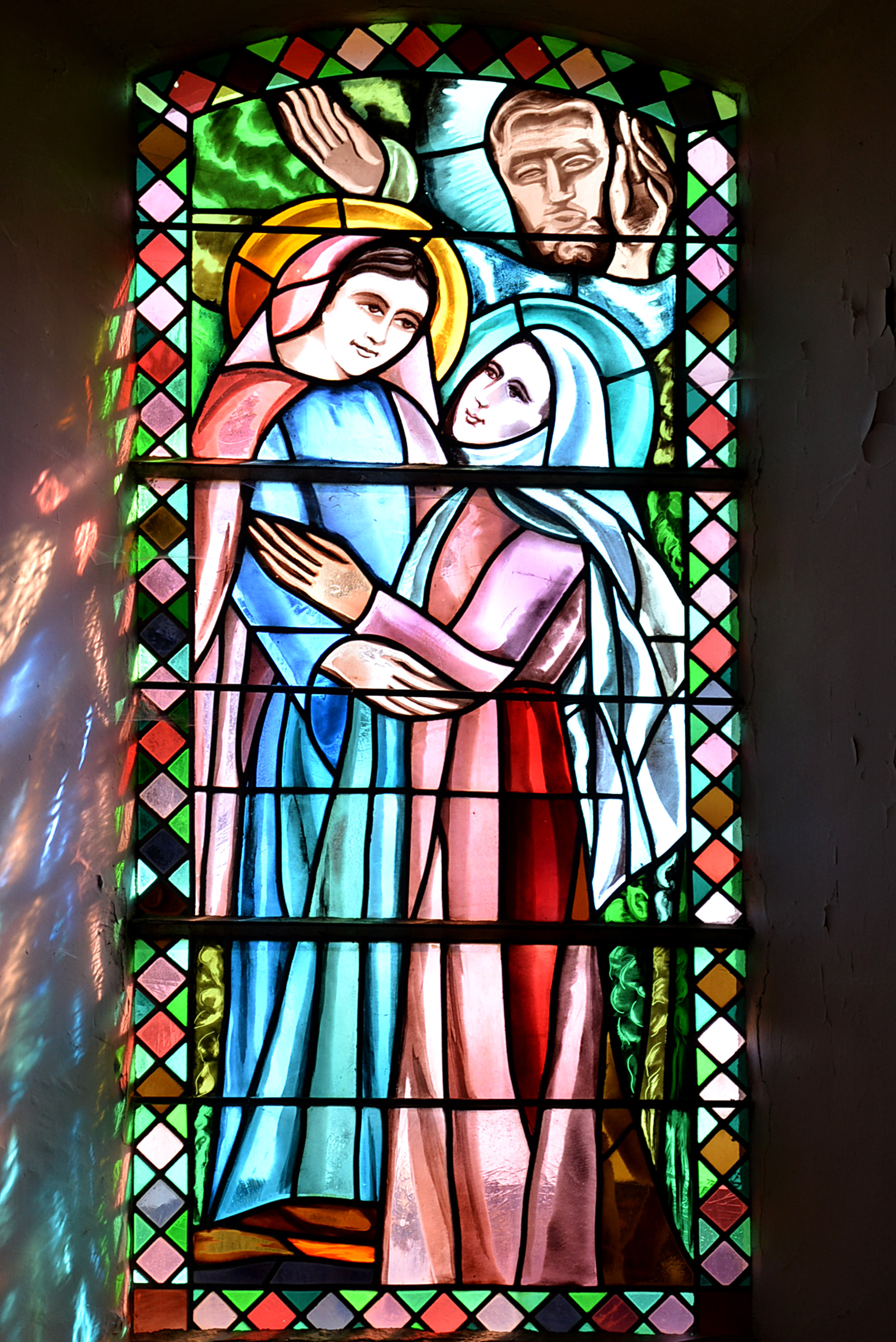
Chœur : La visitation de Marie à sa cousine Élisabeth.
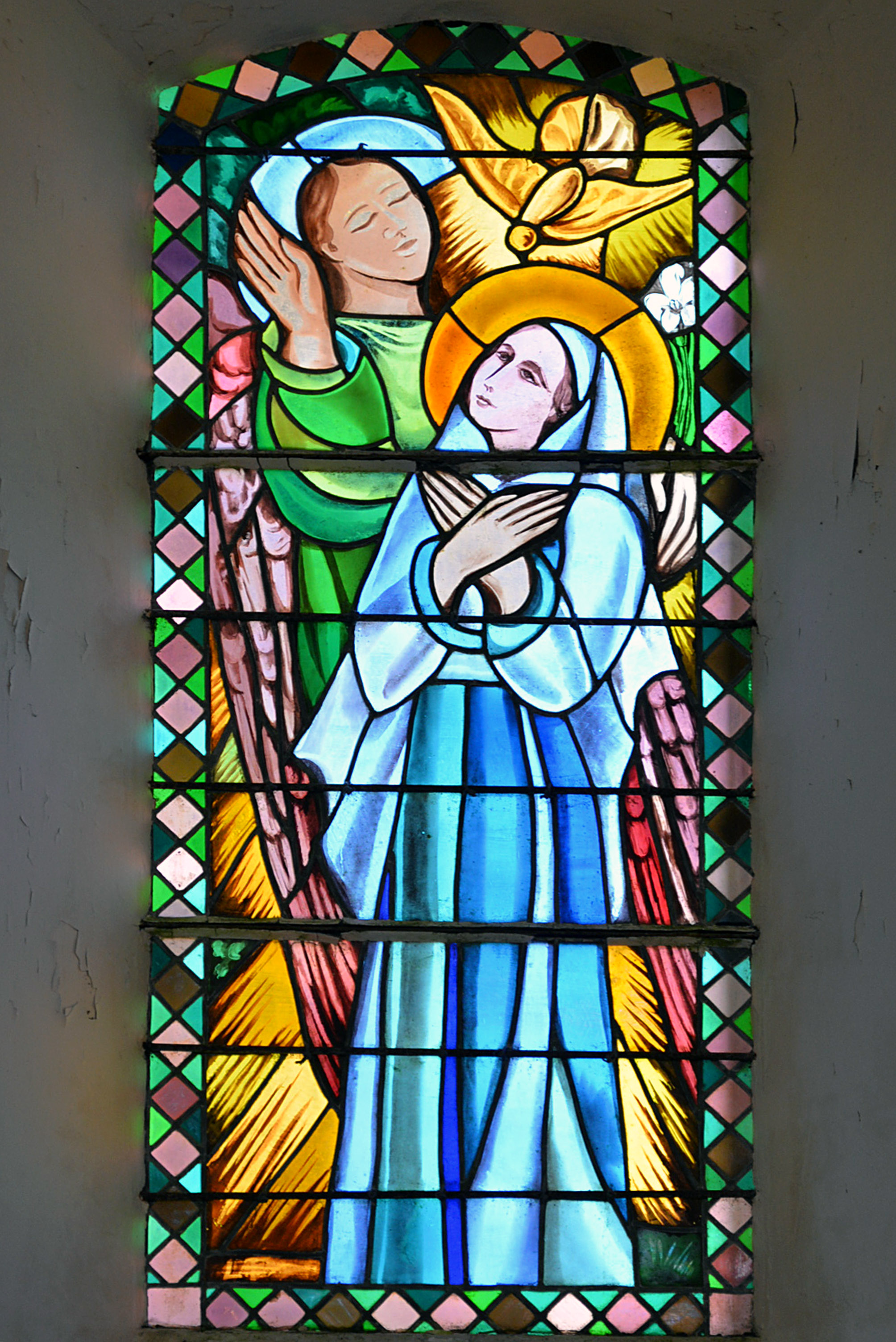
Chœur : L'Annonciation.
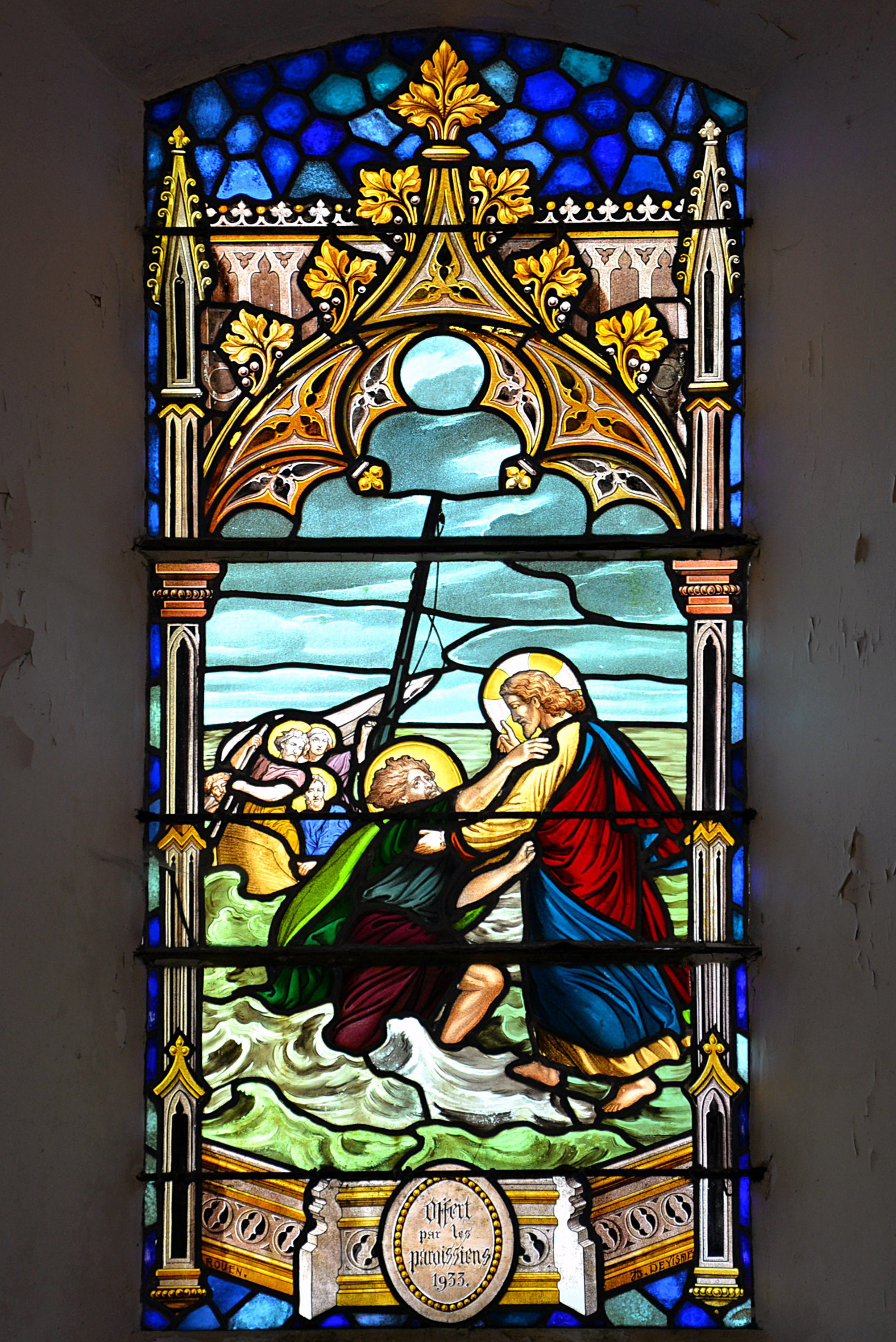
Chœur : Le Christ calmant la tempête sur la mer de Galilée.
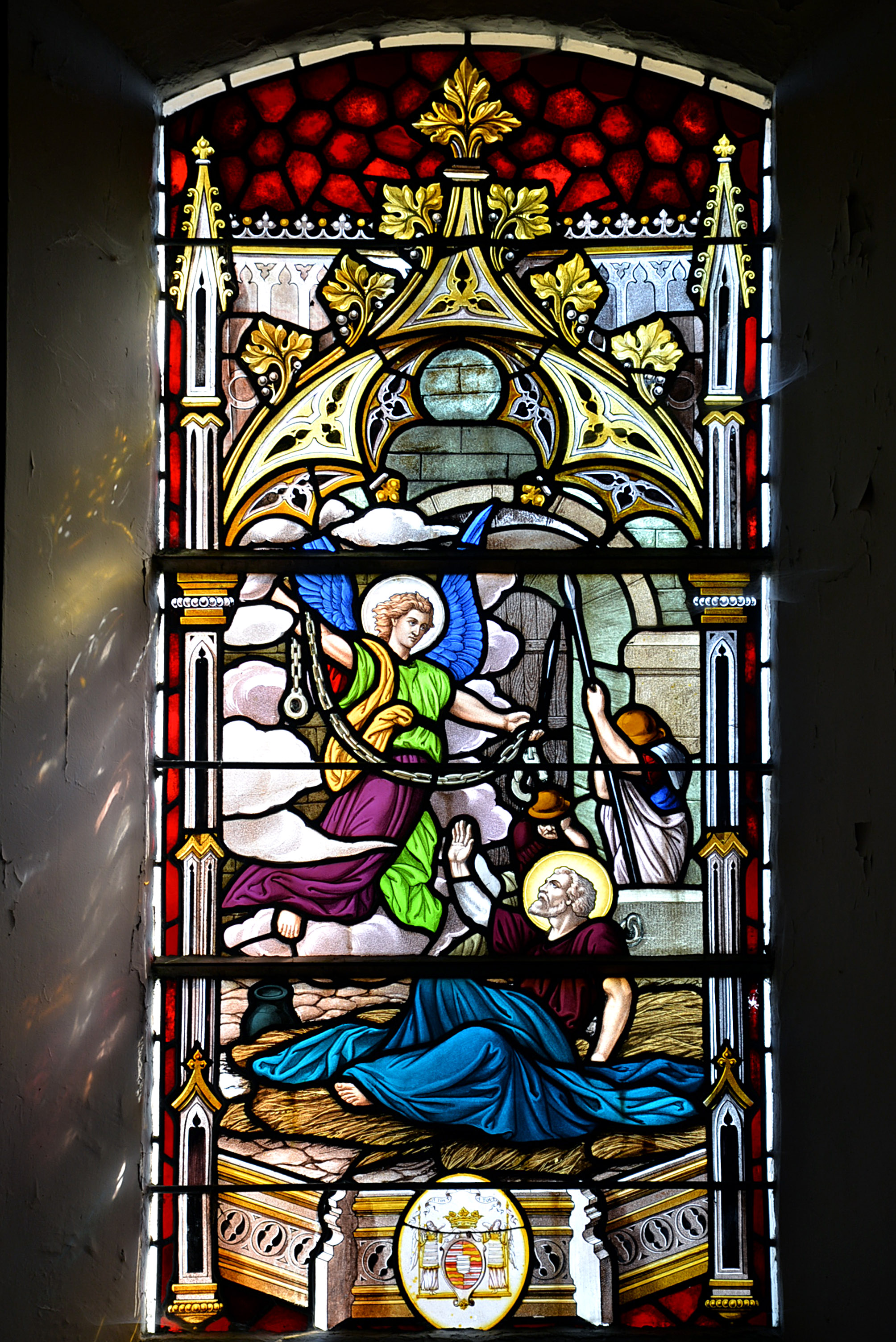
Chœur : Saint-Pierre libéré de sa prison par un ange.
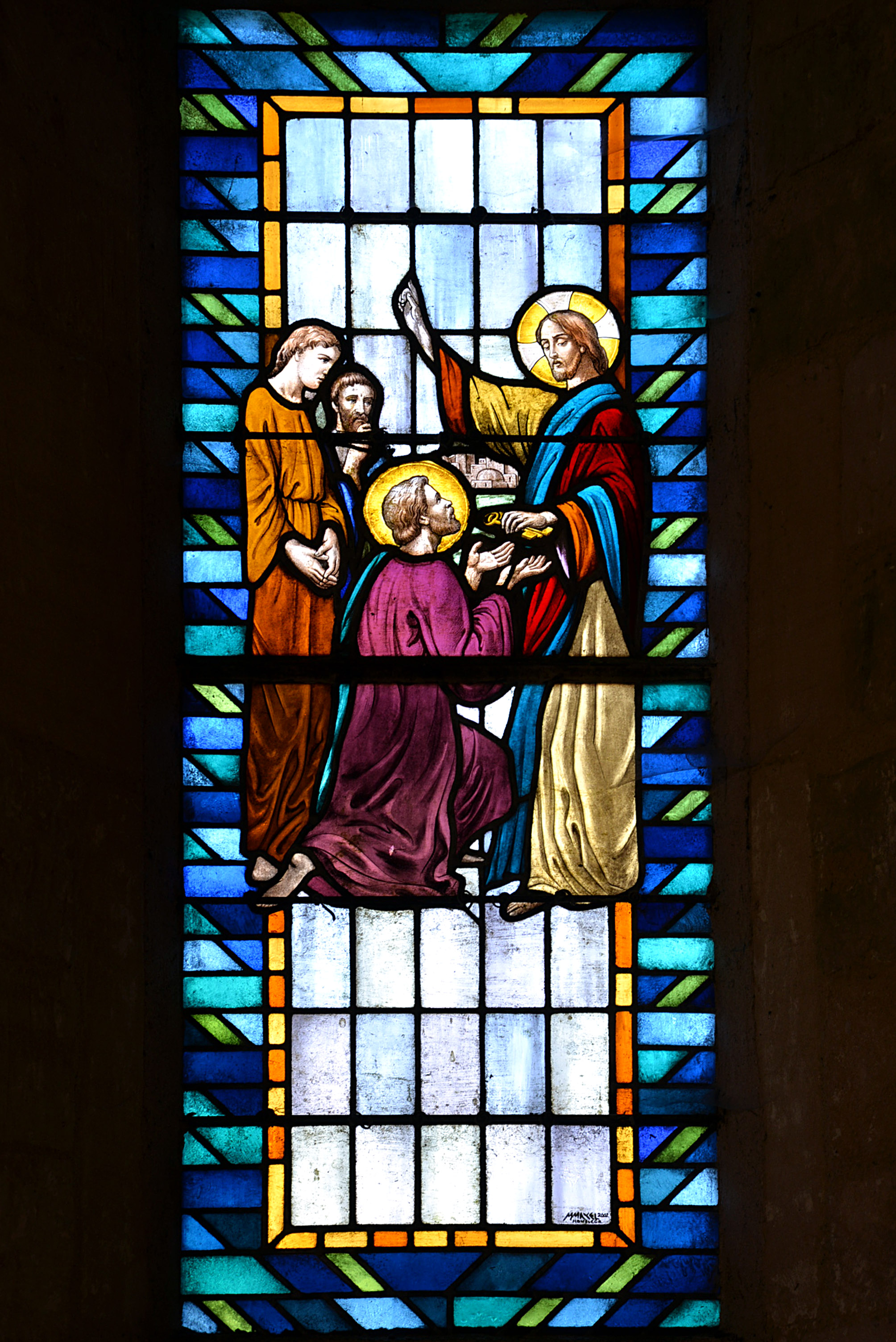
Nef : Saint-Pierre recevant les clefs des mains du Christ.
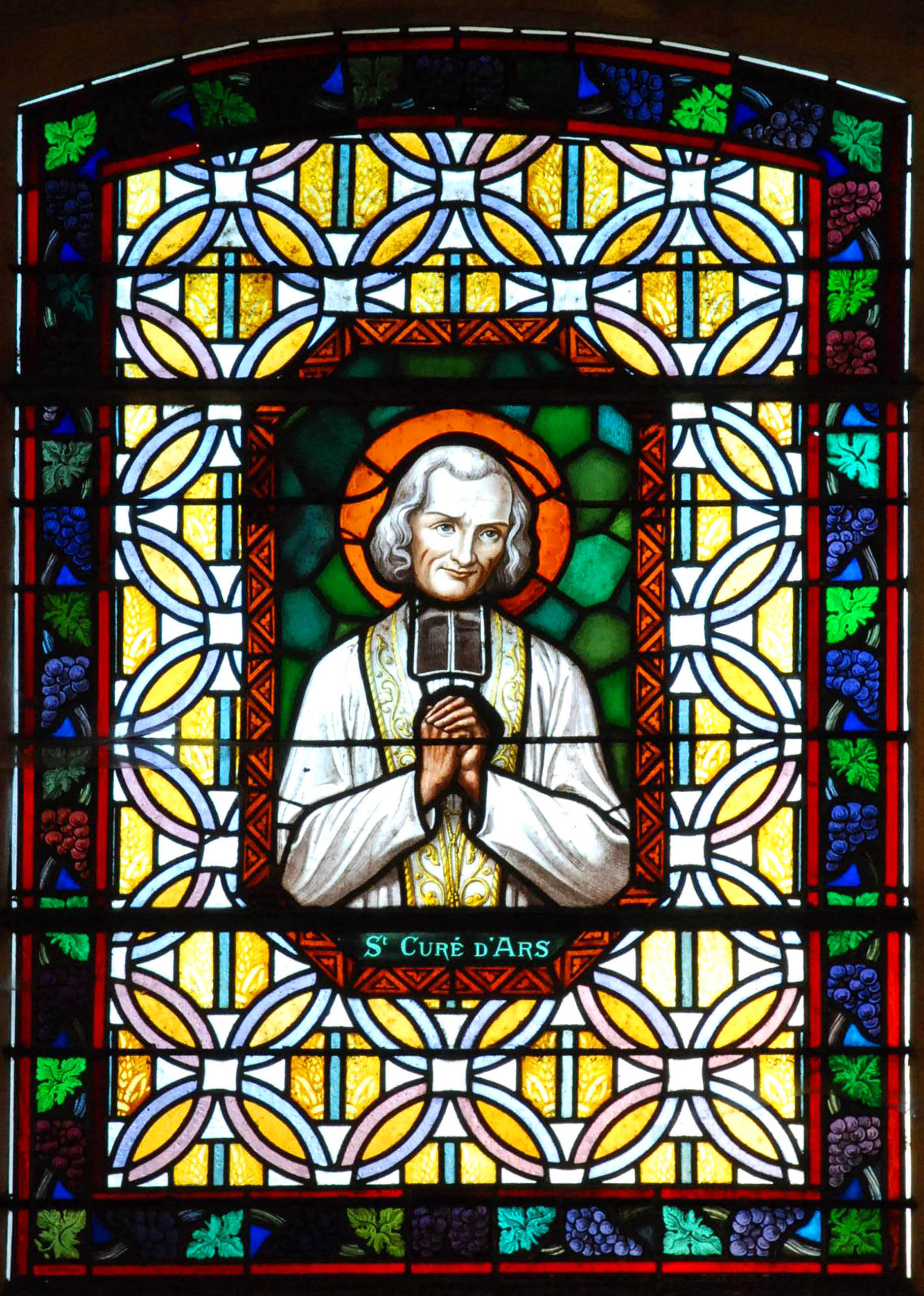
Nef : Saint Curé d'Ars né en 1786 à Dardilly (Rhône).
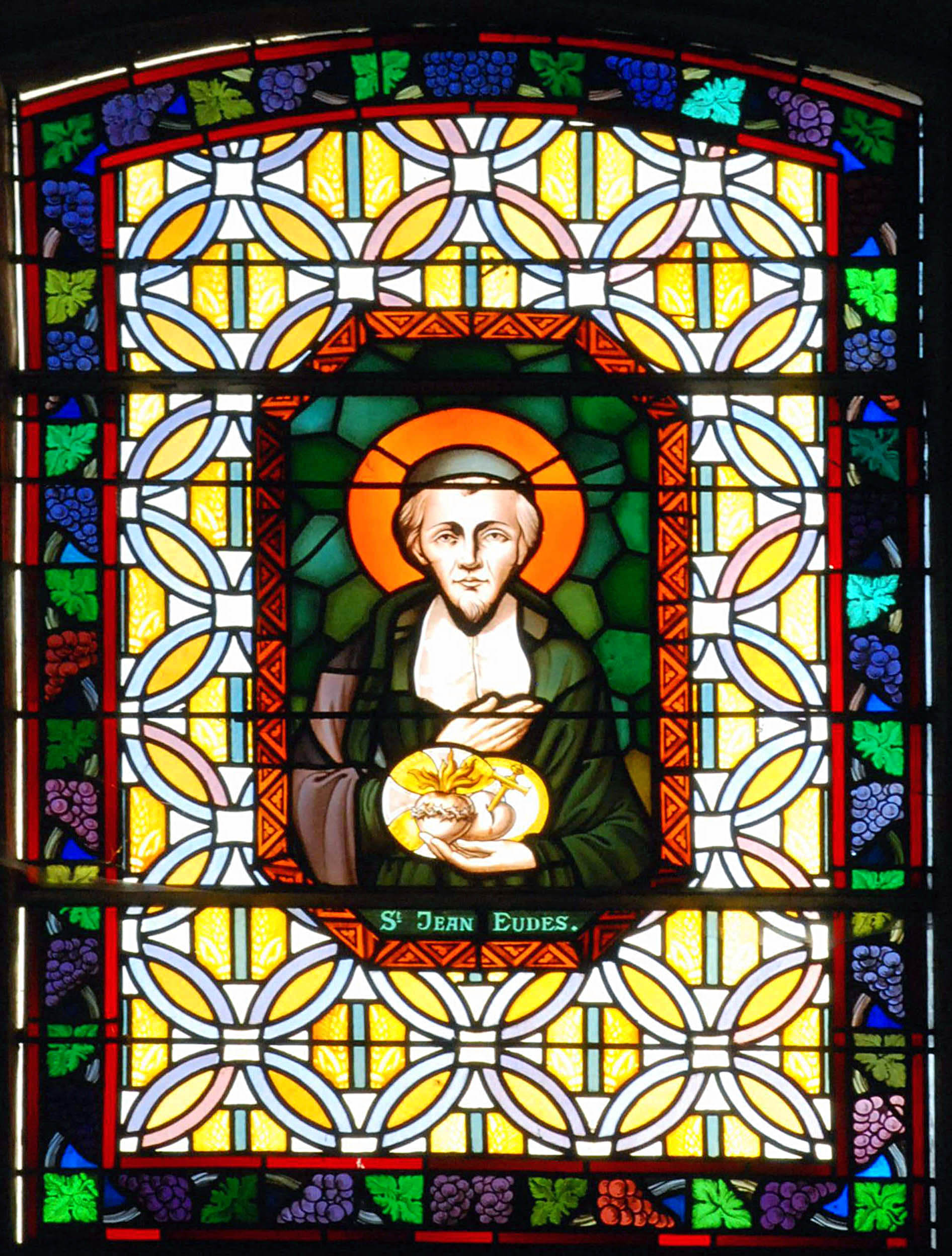
Nef : Saint-Jean Eudes né en 1601 à Ri (Orne).
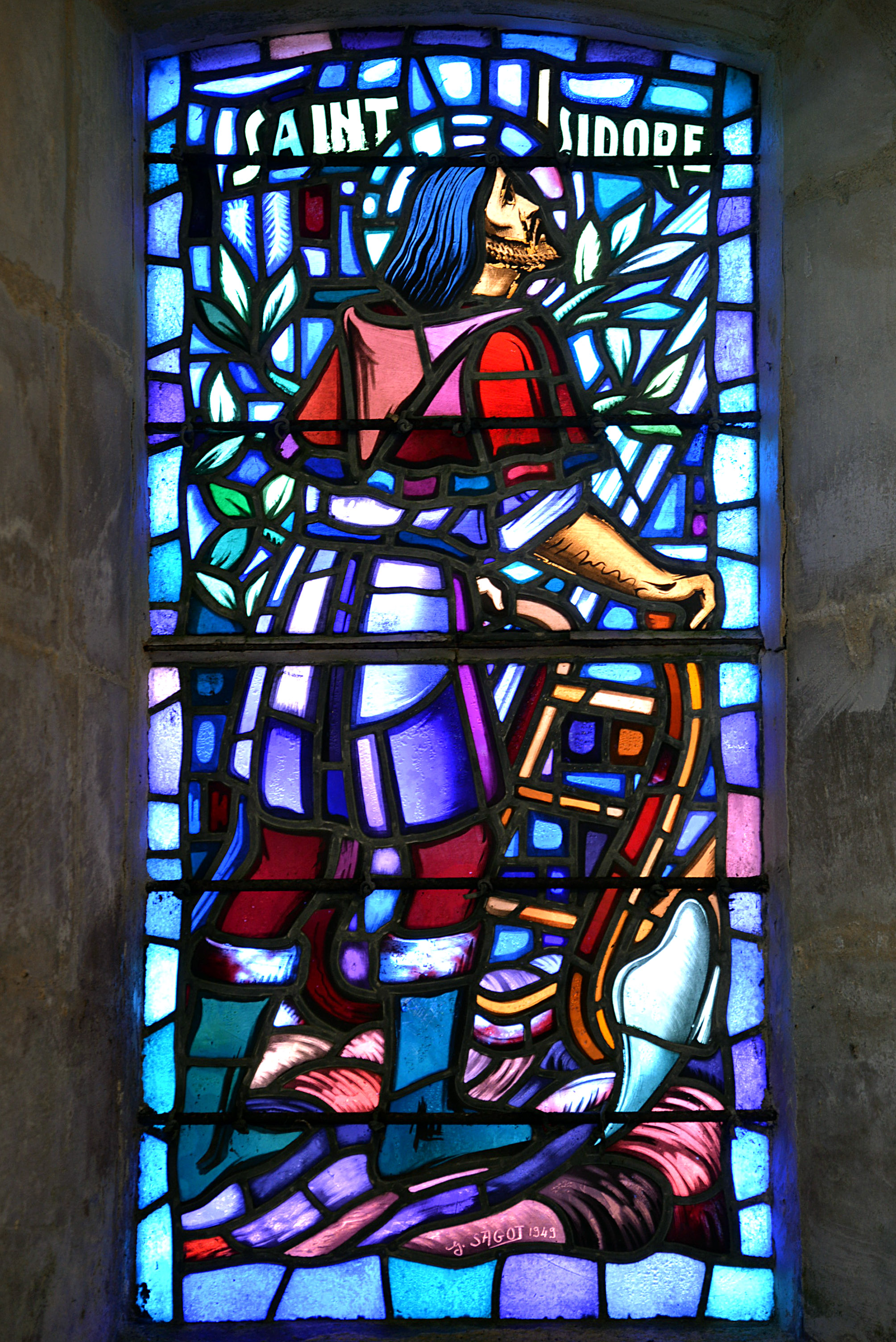
Nef : Saint-Isidore. Laboureur.
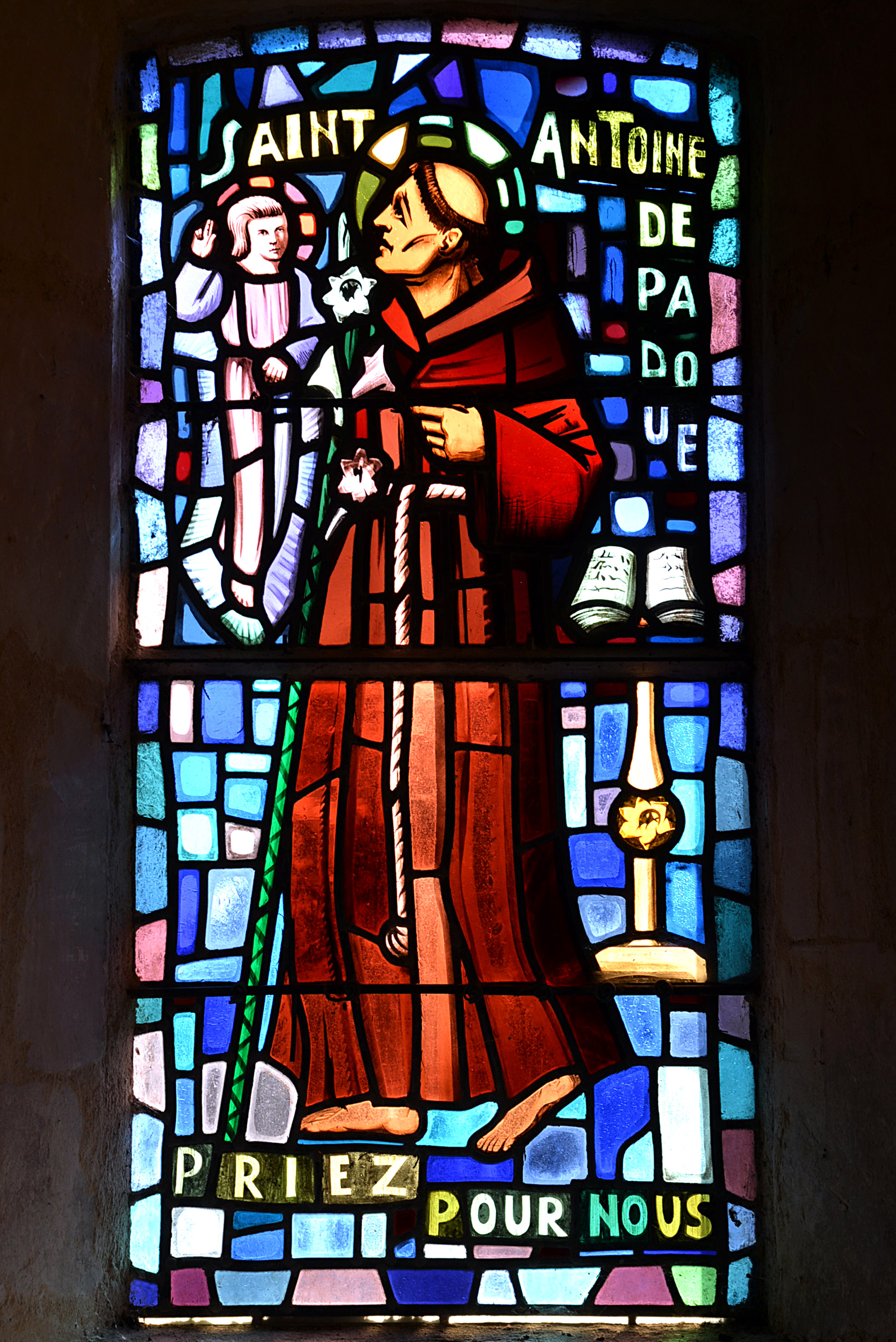
Nef : Saint-Antoine de Padoue.